# RmYN02
forme
Classification phylogénétique
- Espèce : SARSr-CoV
  - 
    - 
      -  SARSr-CoV WIV1
      -  SARSr-CoV RsSHC014

    -  SARS-CoV-1 (agent du SRAS)

  - 
    -  SARSr-CoV RaTG13
    -  SARS-CoV-2 (agent de la COVID-19)[1]

- chauve-souris
- humain

Le Coronavirus de chauve-souris RmYN02 lié au SRAS ou Bat SL-CoV-RmYN02 est un betacoronavirus qui infecte la chauve-souris Rhinolophus malayanus. Cette souche de coronavirus lié au syndrome respiratoire aigu sévère a été découverte dans des excréments de chauves-souris collectés entre mai et octobre 2019 sur des sites du xian de Mengla, dans la province du Yunnan, en Chine.
C'est la deuxième souche la plus proche du SARS-CoV-2, la souche virale responsable de la COVID-19, partageant 93,3% d'identité nucléotidique à l'échelle du génome viral complet. La SL-CoV-RmYN02 contient une insertion au site de clivage S1 / S2 dans la protéine de pointe, comme dans le SARS-CoV-2, suggérant que de tels évènements d'insertion peuvent se produire naturellement, ce qui a fait l'objet d'un article publié dans Nature par des scientifiques de l'Institut de virologie de Wuhan.

## Position phylogénétique
L'arbre phylogénétique de la branche des coronavirus apparentés au SARS-CoV-2, tel qu'obtenu sur la base du gène RdRp, est le suivant,, :
|  | SL-ZXC21, 88 %, Rhinolophus pusillus, Zhoushan, Zhejiang (récolté en 2015, publié en 2018) |
|  |                                                                                            |
|  | SL-ZC45, 88 %, Rhinolophus pusillus, Zhoushan, Zhejiang (récolté en 2017, publié en 2018)  |
|  |                                                                                            |

|  | RmYN02, 93,3 %, Rhinolophus malayanus, Mengla, Yunnan (récolté en juin 2019, publié en 2020) |
|  |                                                                                              |
|  | RpYN06, 94.4 %, Rhinolophus pusillus, Mengla, Yunnan (récolté en mai 2020, publié en 2021)   |
|  |                                                                                              |

|  | RshSTT182, 92,6 %, Rhinolophus shameli, Stoeng Treng, Cambodge (récolté en 2010, publié en 2021) |
|  |                                                                                                  |
|  | RaTG13, 96,1 %, Rhinolophus affinis, Mojiang, Yunnan (récolté en 2013, publié en 2020)           |
|  |                                                                                                  |

|  | RmYN02, 93,3 %, Rhinolophus malayanus, Mengla, Yunnan (récolté en juin 2019, publié en 2020) |
|  |                                                                                              |
|  | RpYN06, 94.4 %, Rhinolophus pusillus, Mengla, Yunnan (récolté en mai 2020, publié en 2021)   |
|  |                                                                                              |

|  | RshSTT182, 92,6 %, Rhinolophus shameli, Stoeng Treng, Cambodge (récolté en 2010, publié en 2021) |
|  |                                                                                                  |
|  | RaTG13, 96,1 %, Rhinolophus affinis, Mojiang, Yunnan (récolté en 2013, publié en 2020)           |
|  |                                                                                                  |

|  | RmYN02, 93,3 %, Rhinolophus malayanus, Mengla, Yunnan (récolté en juin 2019, publié en 2020) |
|  |                                                                                              |
|  | RpYN06, 94.4 %, Rhinolophus pusillus, Mengla, Yunnan (récolté en mai 2020, publié en 2021)   |
|  |                                                                                              |

|  | RshSTT182, 92,6 %, Rhinolophus shameli, Stoeng Treng, Cambodge (récolté en 2010, publié en 2021) |
|  |                                                                                                  |
|  | RaTG13, 96,1 %, Rhinolophus affinis, Mojiang, Yunnan (récolté en 2013, publié en 2020)           |
|  |                                                                                                  |

|  | RmYN02, 93,3 %, Rhinolophus malayanus, Mengla, Yunnan (récolté en juin 2019, publié en 2020) |
|  |                                                                                              |
|  | RpYN06, 94.4 %, Rhinolophus pusillus, Mengla, Yunnan (récolté en mai 2020, publié en 2021)   |
|  |                                                                                              |

|  | RshSTT182, 92,6 %, Rhinolophus shameli, Stoeng Treng, Cambodge (récolté en 2010, publié en 2021) |
|  |                                                                                                  |
|  | RaTG13, 96,1 %, Rhinolophus affinis, Mojiang, Yunnan (récolté en 2013, publié en 2020)           |
|  |                                                                                                  |

|  | RmYN02, 93,3 %, Rhinolophus malayanus, Mengla, Yunnan (récolté en juin 2019, publié en 2020) |
|  |                                                                                              |
|  | RpYN06, 94.4 %, Rhinolophus pusillus, Mengla, Yunnan (récolté en mai 2020, publié en 2021)   |
|  |                                                                                              |

|  | RshSTT182, 92,6 %, Rhinolophus shameli, Stoeng Treng, Cambodge (récolté en 2010, publié en 2021) |
|  |                                                                                                  |
|  | RaTG13, 96,1 %, Rhinolophus affinis, Mojiang, Yunnan (récolté en 2013, publié en 2020)           |
|  |                                                                                                  |

|  | RmYN02, 93,3 %, Rhinolophus malayanus, Mengla, Yunnan (récolté en juin 2019, publié en 2020) |
|  |                                                                                              |
|  | RpYN06, 94.4 %, Rhinolophus pusillus, Mengla, Yunnan (récolté en mai 2020, publié en 2021)   |
|  |                                                                                              |

|  | RshSTT182, 92,6 %, Rhinolophus shameli, Stoeng Treng, Cambodge (récolté en 2010, publié en 2021) |
|  |                                                                                                  |
|  | RaTG13, 96,1 %, Rhinolophus affinis, Mojiang, Yunnan (récolté en 2013, publié en 2020)           |
|  |                                                                                                  |

|  | RmYN02, 93,3 %, Rhinolophus malayanus, Mengla, Yunnan (récolté en juin 2019, publié en 2020) |
|  |                                                                                              |
|  | RpYN06, 94.4 %, Rhinolophus pusillus, Mengla, Yunnan (récolté en mai 2020, publié en 2021)   |
|  |                                                                                              |

|  | RshSTT182, 92,6 %, Rhinolophus shameli, Stoeng Treng, Cambodge (récolté en 2010, publié en 2021) |
|  |                                                                                                  |
|  | RaTG13, 96,1 %, Rhinolophus affinis, Mojiang, Yunnan (récolté en 2013, publié en 2020)           |
|  |                                                                                                  |

|  | RmYN02, 93,3 %, Rhinolophus malayanus, Mengla, Yunnan (récolté en juin 2019, publié en 2020) |
|  |                                                                                              |
|  | RpYN06, 94.4 %, Rhinolophus pusillus, Mengla, Yunnan (récolté en mai 2020, publié en 2021)   |
|  |                                                                                              |

|  | RshSTT182, 92,6 %, Rhinolophus shameli, Stoeng Treng, Cambodge (récolté en 2010, publié en 2021) |
|  |                                                                                                  |
|  | RaTG13, 96,1 %, Rhinolophus affinis, Mojiang, Yunnan (récolté en 2013, publié en 2020)           |
|  |                                                                                                  |

|  | RmYN02, 93,3 %, Rhinolophus malayanus, Mengla, Yunnan (récolté en juin 2019, publié en 2020) |
|  |                                                                                              |
|  | RpYN06, 94.4 %, Rhinolophus pusillus, Mengla, Yunnan (récolté en mai 2020, publié en 2021)   |
|  |                                                                                              |

|  | RshSTT182, 92,6 %, Rhinolophus shameli, Stoeng Treng, Cambodge (récolté en 2010, publié en 2021) |
|  |                                                                                                  |
|  | RaTG13, 96,1 %, Rhinolophus affinis, Mojiang, Yunnan (récolté en 2013, publié en 2020)           |
|  |                                                                                                  |

|  | RmYN02, 93,3 %, Rhinolophus malayanus, Mengla, Yunnan (récolté en juin 2019, publié en 2020) |
|  |                                                                                              |
|  | RpYN06, 94.4 %, Rhinolophus pusillus, Mengla, Yunnan (récolté en mai 2020, publié en 2021)   |
|  |                                                                                              |

|  | RshSTT182, 92,6 %, Rhinolophus shameli, Stoeng Treng, Cambodge (récolté en 2010, publié en 2021) |
|  |                                                                                                  |
|  | RaTG13, 96,1 %, Rhinolophus affinis, Mojiang, Yunnan (récolté en 2013, publié en 2020)           |
|  |                                                                                                  |

|  | RmYN02, 93,3 %, Rhinolophus malayanus, Mengla, Yunnan (récolté en juin 2019, publié en 2020) |
|  |                                                                                              |
|  | RpYN06, 94.4 %, Rhinolophus pusillus, Mengla, Yunnan (récolté en mai 2020, publié en 2021)   |
|  |                                                                                              |

|  | RshSTT182, 92,6 %, Rhinolophus shameli, Stoeng Treng, Cambodge (récolté en 2010, publié en 2021) |
|  |                                                                                                  |
|  | RaTG13, 96,1 %, Rhinolophus affinis, Mojiang, Yunnan (récolté en 2013, publié en 2020)           |
|  |                                                                                                  |

|  | RmYN02, 93,3 %, Rhinolophus malayanus, Mengla, Yunnan (récolté en juin 2019, publié en 2020) |
|  |                                                                                              |
|  | RpYN06, 94.4 %, Rhinolophus pusillus, Mengla, Yunnan (récolté en mai 2020, publié en 2021)   |
|  |                                                                                              |

|  | RshSTT182, 92,6 %, Rhinolophus shameli, Stoeng Treng, Cambodge (récolté en 2010, publié en 2021) |
|  |                                                                                                  |
|  | RaTG13, 96,1 %, Rhinolophus affinis, Mojiang, Yunnan (récolté en 2013, publié en 2020)           |
|  |                                                                                                  |

|  | RmYN02, 93,3 %, Rhinolophus malayanus, Mengla, Yunnan (récolté en juin 2019, publié en 2020) |
|  |                                                                                              |
|  | RpYN06, 94.4 %, Rhinolophus pusillus, Mengla, Yunnan (récolté en mai 2020, publié en 2021)   |
|  |                                                                                              |

|  | RshSTT182, 92,6 %, Rhinolophus shameli, Stoeng Treng, Cambodge (récolté en 2010, publié en 2021) |
|  |                                                                                                  |
|  | RaTG13, 96,1 %, Rhinolophus affinis, Mojiang, Yunnan (récolté en 2013, publié en 2020)           |
|  |                                                                                                  |

|  | RmYN02, 93,3 %, Rhinolophus malayanus, Mengla, Yunnan (récolté en juin 2019, publié en 2020) |
|  |                                                                                              |
|  | RpYN06, 94.4 %, Rhinolophus pusillus, Mengla, Yunnan (récolté en mai 2020, publié en 2021)   |
|  |                                                                                              |

|  | RshSTT182, 92,6 %, Rhinolophus shameli, Stoeng Treng, Cambodge (récolté en 2010, publié en 2021) |
|  |                                                                                                  |
|  | RaTG13, 96,1 %, Rhinolophus affinis, Mojiang, Yunnan (récolté en 2013, publié en 2020)           |
|  |                                                                                                  |

|  | RmYN02, 93,3 %, Rhinolophus malayanus, Mengla, Yunnan (récolté en juin 2019, publié en 2020) |
|  |                                                                                              |
|  | RpYN06, 94.4 %, Rhinolophus pusillus, Mengla, Yunnan (récolté en mai 2020, publié en 2021)   |
|  |                                                                                              |

|  | RshSTT182, 92,6 %, Rhinolophus shameli, Stoeng Treng, Cambodge (récolté en 2010, publié en 2021) |
|  |                                                                                                  |
|  | RaTG13, 96,1 %, Rhinolophus affinis, Mojiang, Yunnan (récolté en 2013, publié en 2020)           |
|  |                                                                                                  |

|  | RmYN02, 93,3 %, Rhinolophus malayanus, Mengla, Yunnan (récolté en juin 2019, publié en 2020) |
|  |                                                                                              |
|  | RpYN06, 94.4 %, Rhinolophus pusillus, Mengla, Yunnan (récolté en mai 2020, publié en 2021)   |
|  |                                                                                              |

|  | RshSTT182, 92,6 %, Rhinolophus shameli, Stoeng Treng, Cambodge (récolté en 2010, publié en 2021) |
|  |                                                                                                  |
|  | RaTG13, 96,1 %, Rhinolophus affinis, Mojiang, Yunnan (récolté en 2013, publié en 2020)           |
|  |                                                                                                  |

|  | RmYN02, 93,3 %, Rhinolophus malayanus, Mengla, Yunnan (récolté en juin 2019, publié en 2020) |
|  |                                                                                              |
|  | RpYN06, 94.4 %, Rhinolophus pusillus, Mengla, Yunnan (récolté en mai 2020, publié en 2021)   |
|  |                                                                                              |

|  | RshSTT182, 92,6 %, Rhinolophus shameli, Stoeng Treng, Cambodge (récolté en 2010, publié en 2021) |
|  |                                                                                                  |
|  | RaTG13, 96,1 %, Rhinolophus affinis, Mojiang, Yunnan (récolté en 2013, publié en 2020)           |
|  |                                                                                                  |

|  | RmYN02, 93,3 %, Rhinolophus malayanus, Mengla, Yunnan (récolté en juin 2019, publié en 2020) |
|  |                                                                                              |
|  | RpYN06, 94.4 %, Rhinolophus pusillus, Mengla, Yunnan (récolté en mai 2020, publié en 2021)   |
|  |                                                                                              |

|  | RshSTT182, 92,6 %, Rhinolophus shameli, Stoeng Treng, Cambodge (récolté en 2010, publié en 2021) |
|  |                                                                                                  |
|  | RaTG13, 96,1 %, Rhinolophus affinis, Mojiang, Yunnan (récolté en 2013, publié en 2020)           |
|  |                                                                                                  |

|  | RmYN02, 93,3 %, Rhinolophus malayanus, Mengla, Yunnan (récolté en juin 2019, publié en 2020) |
|  |                                                                                              |
|  | RpYN06, 94.4 %, Rhinolophus pusillus, Mengla, Yunnan (récolté en mai 2020, publié en 2021)   |
|  |                                                                                              |

|  | RshSTT182, 92,6 %, Rhinolophus shameli, Stoeng Treng, Cambodge (récolté en 2010, publié en 2021) |
|  |                                                                                                  |
|  | RaTG13, 96,1 %, Rhinolophus affinis, Mojiang, Yunnan (récolté en 2013, publié en 2020)           |
|  |                                                                                                  |

|  | RmYN02, 93,3 %, Rhinolophus malayanus, Mengla, Yunnan (récolté en juin 2019, publié en 2020) |
|  |                                                                                              |
|  | RpYN06, 94.4 %, Rhinolophus pusillus, Mengla, Yunnan (récolté en mai 2020, publié en 2021)   |
|  |                                                                                              |

|  | RshSTT182, 92,6 %, Rhinolophus shameli, Stoeng Treng, Cambodge (récolté en 2010, publié en 2021) |
|  |                                                                                                  |
|  | RaTG13, 96,1 %, Rhinolophus affinis, Mojiang, Yunnan (récolté en 2013, publié en 2020)           |
|  |                                                                                                  |

|  | RmYN02, 93,3 %, Rhinolophus malayanus, Mengla, Yunnan (récolté en juin 2019, publié en 2020) |
|  |                                                                                              |
|  | RpYN06, 94.4 %, Rhinolophus pusillus, Mengla, Yunnan (récolté en mai 2020, publié en 2021)   |
|  |                                                                                              |

|  | RshSTT182, 92,6 %, Rhinolophus shameli, Stoeng Treng, Cambodge (récolté en 2010, publié en 2021) |
|  |                                                                                                  |
|  | RaTG13, 96,1 %, Rhinolophus affinis, Mojiang, Yunnan (récolté en 2013, publié en 2020)           |
|  |                                                                                                  |

|  | RmYN02, 93,3 %, Rhinolophus malayanus, Mengla, Yunnan (récolté en juin 2019, publié en 2020) |
|  |                                                                                              |
|  | RpYN06, 94.4 %, Rhinolophus pusillus, Mengla, Yunnan (récolté en mai 2020, publié en 2021)   |
|  |                                                                                              |

|  | RshSTT182, 92,6 %, Rhinolophus shameli, Stoeng Treng, Cambodge (récolté en 2010, publié en 2021) |
|  |                                                                                                  |
|  | RaTG13, 96,1 %, Rhinolophus affinis, Mojiang, Yunnan (récolté en 2013, publié en 2020)           |
|  |                                                                                                  |

|  | RmYN02, 93,3 %, Rhinolophus malayanus, Mengla, Yunnan (récolté en juin 2019, publié en 2020) |
|  |                                                                                              |
|  | RpYN06, 94.4 %, Rhinolophus pusillus, Mengla, Yunnan (récolté en mai 2020, publié en 2021)   |
|  |                                                                                              |

|  | RshSTT182, 92,6 %, Rhinolophus shameli, Stoeng Treng, Cambodge (récolté en 2010, publié en 2021) |
|  |                                                                                                  |
|  | RaTG13, 96,1 %, Rhinolophus affinis, Mojiang, Yunnan (récolté en 2013, publié en 2020)           |
|  |                                                                                                  |

|  | RmYN02, 93,3 %, Rhinolophus malayanus, Mengla, Yunnan (récolté en juin 2019, publié en 2020) |
|  |                                                                                              |
|  | RpYN06, 94.4 %, Rhinolophus pusillus, Mengla, Yunnan (récolté en mai 2020, publié en 2021)   |
|  |                                                                                              |

|  | RshSTT182, 92,6 %, Rhinolophus shameli, Stoeng Treng, Cambodge (récolté en 2010, publié en 2021) |
|  |                                                                                                  |
|  | RaTG13, 96,1 %, Rhinolophus affinis, Mojiang, Yunnan (récolté en 2013, publié en 2020)           |
|  |                                                                                                  |

|  | RmYN02, 93,3 %, Rhinolophus malayanus, Mengla, Yunnan (récolté en juin 2019, publié en 2020) |
|  |                                                                                              |
|  | RpYN06, 94.4 %, Rhinolophus pusillus, Mengla, Yunnan (récolté en mai 2020, publié en 2021)   |
|  |                                                                                              |

|  | RshSTT182, 92,6 %, Rhinolophus shameli, Stoeng Treng, Cambodge (récolté en 2010, publié en 2021) |
|  |                                                                                                  |
|  | RaTG13, 96,1 %, Rhinolophus affinis, Mojiang, Yunnan (récolté en 2013, publié en 2020)           |
|  |                                                                                                  |

|  | RmYN02, 93,3 %, Rhinolophus malayanus, Mengla, Yunnan (récolté en juin 2019, publié en 2020) |
|  |                                                                                              |
|  | RpYN06, 94.4 %, Rhinolophus pusillus, Mengla, Yunnan (récolté en mai 2020, publié en 2021)   |
|  |                                                                                              |

|  | RshSTT182, 92,6 %, Rhinolophus shameli, Stoeng Treng, Cambodge (récolté en 2010, publié en 2021) |
|  |                                                                                                  |
|  | RaTG13, 96,1 %, Rhinolophus affinis, Mojiang, Yunnan (récolté en 2013, publié en 2020)           |
|  |                                                                                                  |

|  | RmYN02, 93,3 %, Rhinolophus malayanus, Mengla, Yunnan (récolté en juin 2019, publié en 2020) |
|  |                                                                                              |
|  | RpYN06, 94.4 %, Rhinolophus pusillus, Mengla, Yunnan (récolté en mai 2020, publié en 2021)   |
|  |                                                                                              |

|  | RshSTT182, 92,6 %, Rhinolophus shameli, Stoeng Treng, Cambodge (récolté en 2010, publié en 2021) |
|  |                                                                                                  |
|  | RaTG13, 96,1 %, Rhinolophus affinis, Mojiang, Yunnan (récolté en 2013, publié en 2020)           |
|  |                                                                                                  |

|  | RmYN02, 93,3 %, Rhinolophus malayanus, Mengla, Yunnan (récolté en juin 2019, publié en 2020) |
|  |                                                                                              |
|  | RpYN06, 94.4 %, Rhinolophus pusillus, Mengla, Yunnan (récolté en mai 2020, publié en 2021)   |
|  |                                                                                              |

|  | RshSTT182, 92,6 %, Rhinolophus shameli, Stoeng Treng, Cambodge (récolté en 2010, publié en 2021) |
|  |                                                                                                  |
|  | RaTG13, 96,1 %, Rhinolophus affinis, Mojiang, Yunnan (récolté en 2013, publié en 2020)           |
|  |                                                                                                  |

|  | RmYN02, 93,3 %, Rhinolophus malayanus, Mengla, Yunnan (récolté en juin 2019, publié en 2020) |
|  |                                                                                              |
|  | RpYN06, 94.4 %, Rhinolophus pusillus, Mengla, Yunnan (récolté en mai 2020, publié en 2021)   |
|  |                                                                                              |

|  | RshSTT182, 92,6 %, Rhinolophus shameli, Stoeng Treng, Cambodge (récolté en 2010, publié en 2021) |
|  |                                                                                                  |
|  | RaTG13, 96,1 %, Rhinolophus affinis, Mojiang, Yunnan (récolté en 2013, publié en 2020)           |
|  |                                                                                                  |

|  | RmYN02, 93,3 %, Rhinolophus malayanus, Mengla, Yunnan (récolté en juin 2019, publié en 2020) |
|  |                                                                                              |
|  | RpYN06, 94.4 %, Rhinolophus pusillus, Mengla, Yunnan (récolté en mai 2020, publié en 2021)   |
|  |                                                                                              |

|  | RshSTT182, 92,6 %, Rhinolophus shameli, Stoeng Treng, Cambodge (récolté en 2010, publié en 2021) |
|  |                                                                                                  |
|  | RaTG13, 96,1 %, Rhinolophus affinis, Mojiang, Yunnan (récolté en 2013, publié en 2020)           |
|  |                                                                                                  |

|  | RmYN02, 93,3 %, Rhinolophus malayanus, Mengla, Yunnan (récolté en juin 2019, publié en 2020) |
|  |                                                                                              |
|  | RpYN06, 94.4 %, Rhinolophus pusillus, Mengla, Yunnan (récolté en mai 2020, publié en 2021)   |
|  |                                                                                              |

|  | RshSTT182, 92,6 %, Rhinolophus shameli, Stoeng Treng, Cambodge (récolté en 2010, publié en 2021) |
|  |                                                                                                  |
|  | RaTG13, 96,1 %, Rhinolophus affinis, Mojiang, Yunnan (récolté en 2013, publié en 2020)           |
|  |                                                                                                  |

|  | RmYN02, 93,3 %, Rhinolophus malayanus, Mengla, Yunnan (récolté en juin 2019, publié en 2020) |
|  |                                                                                              |
|  | RpYN06, 94.4 %, Rhinolophus pusillus, Mengla, Yunnan (récolté en mai 2020, publié en 2021)   |
|  |                                                                                              |

|  | RshSTT182, 92,6 %, Rhinolophus shameli, Stoeng Treng, Cambodge (récolté en 2010, publié en 2021) |
|  |                                                                                                  |
|  | RaTG13, 96,1 %, Rhinolophus affinis, Mojiang, Yunnan (récolté en 2013, publié en 2020)           |
|  |                                                                                                  |

|  | RmYN02, 93,3 %, Rhinolophus malayanus, Mengla, Yunnan (récolté en juin 2019, publié en 2020) |
|  |                                                                                              |
|  | RpYN06, 94.4 %, Rhinolophus pusillus, Mengla, Yunnan (récolté en mai 2020, publié en 2021)   |
|  |                                                                                              |

|  | RshSTT182, 92,6 %, Rhinolophus shameli, Stoeng Treng, Cambodge (récolté en 2010, publié en 2021) |
|  |                                                                                                  |
|  | RaTG13, 96,1 %, Rhinolophus affinis, Mojiang, Yunnan (récolté en 2013, publié en 2020)           |
|  |                                                                                                  |

|  | RmYN02, 93,3 %, Rhinolophus malayanus, Mengla, Yunnan (récolté en juin 2019, publié en 2020) |
|  |                                                                                              |
|  | RpYN06, 94.4 %, Rhinolophus pusillus, Mengla, Yunnan (récolté en mai 2020, publié en 2021)   |
|  |                                                                                              |

|  | RshSTT182, 92,6 %, Rhinolophus shameli, Stoeng Treng, Cambodge (récolté en 2010, publié en 2021) |
|  |                                                                                                  |
|  | RaTG13, 96,1 %, Rhinolophus affinis, Mojiang, Yunnan (récolté en 2013, publié en 2020)           |
|  |                                                                                                  |

|  | RmYN02, 93,3 %, Rhinolophus malayanus, Mengla, Yunnan (récolté en juin 2019, publié en 2020) |
|  |                                                                                              |
|  | RpYN06, 94.4 %, Rhinolophus pusillus, Mengla, Yunnan (récolté en mai 2020, publié en 2021)   |
|  |                                                                                              |

|  | RshSTT182, 92,6 %, Rhinolophus shameli, Stoeng Treng, Cambodge (récolté en 2010, publié en 2021) |
|  |                                                                                                  |
|  | RaTG13, 96,1 %, Rhinolophus affinis, Mojiang, Yunnan (récolté en 2013, publié en 2020)           |
|  |                                                                                                  |

|  | RmYN02, 93,3 %, Rhinolophus malayanus, Mengla, Yunnan (récolté en juin 2019, publié en 2020) |
|  |                                                                                              |
|  | RpYN06, 94.4 %, Rhinolophus pusillus, Mengla, Yunnan (récolté en mai 2020, publié en 2021)   |
|  |                                                                                              |

|  | RshSTT182, 92,6 %, Rhinolophus shameli, Stoeng Treng, Cambodge (récolté en 2010, publié en 2021) |
|  |                                                                                                  |
|  | RaTG13, 96,1 %, Rhinolophus affinis, Mojiang, Yunnan (récolté en 2013, publié en 2020)           |
|  |                                                                                                  |

|  | RmYN02, 93,3 %, Rhinolophus malayanus, Mengla, Yunnan (récolté en juin 2019, publié en 2020) |
|  |                                                                                              |
|  | RpYN06, 94.4 %, Rhinolophus pusillus, Mengla, Yunnan (récolté en mai 2020, publié en 2021)   |
|  |                                                                                              |

|  | RshSTT182, 92,6 %, Rhinolophus shameli, Stoeng Treng, Cambodge (récolté en 2010, publié en 2021) |
|  |                                                                                                  |
|  | RaTG13, 96,1 %, Rhinolophus affinis, Mojiang, Yunnan (récolté en 2013, publié en 2020)           |
|  |                                                                                                  |

|  | RmYN02, 93,3 %, Rhinolophus malayanus, Mengla, Yunnan (récolté en juin 2019, publié en 2020) |
|  |                                                                                              |
|  | RpYN06, 94.4 %, Rhinolophus pusillus, Mengla, Yunnan (récolté en mai 2020, publié en 2021)   |
|  |                                                                                              |

|  | RshSTT182, 92,6 %, Rhinolophus shameli, Stoeng Treng, Cambodge (récolté en 2010, publié en 2021) |
|  |                                                                                                  |
|  | RaTG13, 96,1 %, Rhinolophus affinis, Mojiang, Yunnan (récolté en 2013, publié en 2020)           |
|  |                                                                                                  |

|  | RmYN02, 93,3 %, Rhinolophus malayanus, Mengla, Yunnan (récolté en juin 2019, publié en 2020) |
|  |                                                                                              |
|  | RpYN06, 94.4 %, Rhinolophus pusillus, Mengla, Yunnan (récolté en mai 2020, publié en 2021)   |
|  |                                                                                              |

|  | RshSTT182, 92,6 %, Rhinolophus shameli, Stoeng Treng, Cambodge (récolté en 2010, publié en 2021) |
|  |                                                                                                  |
|  | RaTG13, 96,1 %, Rhinolophus affinis, Mojiang, Yunnan (récolté en 2013, publié en 2020)           |
|  |                                                                                                  |

|  | RmYN02, 93,3 %, Rhinolophus malayanus, Mengla, Yunnan (récolté en juin 2019, publié en 2020) |
|  |                                                                                              |
|  | RpYN06, 94.4 %, Rhinolophus pusillus, Mengla, Yunnan (récolté en mai 2020, publié en 2021)   |
|  |                                                                                              |

|  | RshSTT182, 92,6 %, Rhinolophus shameli, Stoeng Treng, Cambodge (récolté en 2010, publié en 2021) |
|  |                                                                                                  |
|  | RaTG13, 96,1 %, Rhinolophus affinis, Mojiang, Yunnan (récolté en 2013, publié en 2020)           |
|  |                                                                                                  |

|  | RmYN02, 93,3 %, Rhinolophus malayanus, Mengla, Yunnan (récolté en juin 2019, publié en 2020) |
|  |                                                                                              |
|  | RpYN06, 94.4 %, Rhinolophus pusillus, Mengla, Yunnan (récolté en mai 2020, publié en 2021)   |
|  |                                                                                              |

|  | RshSTT182, 92,6 %, Rhinolophus shameli, Stoeng Treng, Cambodge (récolté en 2010, publié en 2021) |
|  |                                                                                                  |
|  | RaTG13, 96,1 %, Rhinolophus affinis, Mojiang, Yunnan (récolté en 2013, publié en 2020)           |
|  |                                                                                                  |

|  | RmYN02, 93,3 %, Rhinolophus malayanus, Mengla, Yunnan (récolté en juin 2019, publié en 2020) |
|  |                                                                                              |
|  | RpYN06, 94.4 %, Rhinolophus pusillus, Mengla, Yunnan (récolté en mai 2020, publié en 2021)   |
|  |                                                                                              |

|  | RshSTT182, 92,6 %, Rhinolophus shameli, Stoeng Treng, Cambodge (récolté en 2010, publié en 2021) |
|  |                                                                                                  |
|  | RaTG13, 96,1 %, Rhinolophus affinis, Mojiang, Yunnan (récolté en 2013, publié en 2020)           |
|  |                                                                                                  |

|  | RmYN02, 93,3 %, Rhinolophus malayanus, Mengla, Yunnan (récolté en juin 2019, publié en 2020) |
|  |                                                                                              |
|  | RpYN06, 94.4 %, Rhinolophus pusillus, Mengla, Yunnan (récolté en mai 2020, publié en 2021)   |
|  |                                                                                              |

|  | RshSTT182, 92,6 %, Rhinolophus shameli, Stoeng Treng, Cambodge (récolté en 2010, publié en 2021) |
|  |                                                                                                  |
|  | RaTG13, 96,1 %, Rhinolophus affinis, Mojiang, Yunnan (récolté en 2013, publié en 2020)           |
|  |                                                                                                  |

|  | RmYN02, 93,3 %, Rhinolophus malayanus, Mengla, Yunnan (récolté en juin 2019, publié en 2020) |
|  |                                                                                              |
|  | RpYN06, 94.4 %, Rhinolophus pusillus, Mengla, Yunnan (récolté en mai 2020, publié en 2021)   |
|  |                                                                                              |

|  | RshSTT182, 92,6 %, Rhinolophus shameli, Stoeng Treng, Cambodge (récolté en 2010, publié en 2021) |
|  |                                                                                                  |
|  | RaTG13, 96,1 %, Rhinolophus affinis, Mojiang, Yunnan (récolté en 2013, publié en 2020)           |
|  |                                                                                                  |

|  | RmYN02, 93,3 %, Rhinolophus malayanus, Mengla, Yunnan (récolté en juin 2019, publié en 2020) |
|  |                                                                                              |
|  | RpYN06, 94.4 %, Rhinolophus pusillus, Mengla, Yunnan (récolté en mai 2020, publié en 2021)   |
|  |                                                                                              |

|  | RshSTT182, 92,6 %, Rhinolophus shameli, Stoeng Treng, Cambodge (récolté en 2010, publié en 2021) |
|  |                                                                                                  |
|  | RaTG13, 96,1 %, Rhinolophus affinis, Mojiang, Yunnan (récolté en 2013, publié en 2020)           |
|  |                                                                                                  |

|  | RmYN02, 93,3 %, Rhinolophus malayanus, Mengla, Yunnan (récolté en juin 2019, publié en 2020) |
|  |                                                                                              |
|  | RpYN06, 94.4 %, Rhinolophus pusillus, Mengla, Yunnan (récolté en mai 2020, publié en 2021)   |
|  |                                                                                              |

|  | RshSTT182, 92,6 %, Rhinolophus shameli, Stoeng Treng, Cambodge (récolté en 2010, publié en 2021) |
|  |                                                                                                  |
|  | RaTG13, 96,1 %, Rhinolophus affinis, Mojiang, Yunnan (récolté en 2013, publié en 2020)           |
|  |                                                                                                  |

|  | RmYN02, 93,3 %, Rhinolophus malayanus, Mengla, Yunnan (récolté en juin 2019, publié en 2020) |
|  |                                                                                              |
|  | RpYN06, 94.4 %, Rhinolophus pusillus, Mengla, Yunnan (récolté en mai 2020, publié en 2021)   |
|  |                                                                                              |

|  | RshSTT182, 92,6 %, Rhinolophus shameli, Stoeng Treng, Cambodge (récolté en 2010, publié en 2021) |
|  |                                                                                                  |
|  | RaTG13, 96,1 %, Rhinolophus affinis, Mojiang, Yunnan (récolté en 2013, publié en 2020)           |
|  |                                                                                                  |

|  | RmYN02, 93,3 %, Rhinolophus malayanus, Mengla, Yunnan (récolté en juin 2019, publié en 2020) |
|  |                                                                                              |
|  | RpYN06, 94.4 %, Rhinolophus pusillus, Mengla, Yunnan (récolté en mai 2020, publié en 2021)   |
|  |                                                                                              |

|  | RshSTT182, 92,6 %, Rhinolophus shameli, Stoeng Treng, Cambodge (récolté en 2010, publié en 2021) |
|  |                                                                                                  |
|  | RaTG13, 96,1 %, Rhinolophus affinis, Mojiang, Yunnan (récolté en 2013, publié en 2020)           |
|  |                                                                                                  |

|  | RmYN02, 93,3 %, Rhinolophus malayanus, Mengla, Yunnan (récolté en juin 2019, publié en 2020) |
|  |                                                                                              |
|  | RpYN06, 94.4 %, Rhinolophus pusillus, Mengla, Yunnan (récolté en mai 2020, publié en 2021)   |
|  |                                                                                              |

|  | RshSTT182, 92,6 %, Rhinolophus shameli, Stoeng Treng, Cambodge (récolté en 2010, publié en 2021) |
|  |                                                                                                  |
|  | RaTG13, 96,1 %, Rhinolophus affinis, Mojiang, Yunnan (récolté en 2013, publié en 2020)           |
|  |                                                                                                  |

|  | RmYN02, 93,3 %, Rhinolophus malayanus, Mengla, Yunnan (récolté en juin 2019, publié en 2020) |
|  |                                                                                              |
|  | RpYN06, 94.4 %, Rhinolophus pusillus, Mengla, Yunnan (récolté en mai 2020, publié en 2021)   |
|  |                                                                                              |

|  | RshSTT182, 92,6 %, Rhinolophus shameli, Stoeng Treng, Cambodge (récolté en 2010, publié en 2021) |
|  |                                                                                                  |
|  | RaTG13, 96,1 %, Rhinolophus affinis, Mojiang, Yunnan (récolté en 2013, publié en 2020)           |
|  |                                                                                                  |

|  | RmYN02, 93,3 %, Rhinolophus malayanus, Mengla, Yunnan (récolté en juin 2019, publié en 2020) |
|  |                                                                                              |
|  | RpYN06, 94.4 %, Rhinolophus pusillus, Mengla, Yunnan (récolté en mai 2020, publié en 2021)   |
|  |                                                                                              |

|  | RshSTT182, 92,6 %, Rhinolophus shameli, Stoeng Treng, Cambodge (récolté en 2010, publié en 2021) |
|  |                                                                                                  |
|  | RaTG13, 96,1 %, Rhinolophus affinis, Mojiang, Yunnan (récolté en 2013, publié en 2020)           |
|  |                                                                                                  |

|  | RmYN02, 93,3 %, Rhinolophus malayanus, Mengla, Yunnan (récolté en juin 2019, publié en 2020) |
|  |                                                                                              |
|  | RpYN06, 94.4 %, Rhinolophus pusillus, Mengla, Yunnan (récolté en mai 2020, publié en 2021)   |
|  |                                                                                              |

|  | RshSTT182, 92,6 %, Rhinolophus shameli, Stoeng Treng, Cambodge (récolté en 2010, publié en 2021) |
|  |                                                                                                  |
|  | RaTG13, 96,1 %, Rhinolophus affinis, Mojiang, Yunnan (récolté en 2013, publié en 2020)           |
|  |                                                                                                  |

|  | RmYN02, 93,3 %, Rhinolophus malayanus, Mengla, Yunnan (récolté en juin 2019, publié en 2020) |
|  |                                                                                              |
|  | RpYN06, 94.4 %, Rhinolophus pusillus, Mengla, Yunnan (récolté en mai 2020, publié en 2021)   |
|  |                                                                                              |

|  | RshSTT182, 92,6 %, Rhinolophus shameli, Stoeng Treng, Cambodge (récolté en 2010, publié en 2021) |
|  |                                                                                                  |
|  | RaTG13, 96,1 %, Rhinolophus affinis, Mojiang, Yunnan (récolté en 2013, publié en 2020)           |
|  |                                                                                                  |

|  | RmYN02, 93,3 %, Rhinolophus malayanus, Mengla, Yunnan (récolté en juin 2019, publié en 2020) |
|  |                                                                                              |
|  | RpYN06, 94.4 %, Rhinolophus pusillus, Mengla, Yunnan (récolté en mai 2020, publié en 2021)   |
|  |                                                                                              |

|  | RshSTT182, 92,6 %, Rhinolophus shameli, Stoeng Treng, Cambodge (récolté en 2010, publié en 2021) |
|  |                                                                                                  |
|  | RaTG13, 96,1 %, Rhinolophus affinis, Mojiang, Yunnan (récolté en 2013, publié en 2020)           |
|  |                                                                                                  |

|  | RmYN02, 93,3 %, Rhinolophus malayanus, Mengla, Yunnan (récolté en juin 2019, publié en 2020) |
|  |                                                                                              |
|  | RpYN06, 94.4 %, Rhinolophus pusillus, Mengla, Yunnan (récolté en mai 2020, publié en 2021)   |
|  |                                                                                              |

|  | RshSTT182, 92,6 %, Rhinolophus shameli, Stoeng Treng, Cambodge (récolté en 2010, publié en 2021) |
|  |                                                                                                  |
|  | RaTG13, 96,1 %, Rhinolophus affinis, Mojiang, Yunnan (récolté en 2013, publié en 2020)           |
|  |                                                                                                  |

|  | RmYN02, 93,3 %, Rhinolophus malayanus, Mengla, Yunnan (récolté en juin 2019, publié en 2020) |
|  |                                                                                              |
|  | RpYN06, 94.4 %, Rhinolophus pusillus, Mengla, Yunnan (récolté en mai 2020, publié en 2021)   |
|  |                                                                                              |

|  | RshSTT182, 92,6 %, Rhinolophus shameli, Stoeng Treng, Cambodge (récolté en 2010, publié en 2021) |
|  |                                                                                                  |
|  | RaTG13, 96,1 %, Rhinolophus affinis, Mojiang, Yunnan (récolté en 2013, publié en 2020)           |
|  |                                                                                                  |

|  | RmYN02, 93,3 %, Rhinolophus malayanus, Mengla, Yunnan (récolté en juin 2019, publié en 2020) |
|  |                                                                                              |
|  | RpYN06, 94.4 %, Rhinolophus pusillus, Mengla, Yunnan (récolté en mai 2020, publié en 2021)   |
|  |                                                                                              |

|  | RshSTT182, 92,6 %, Rhinolophus shameli, Stoeng Treng, Cambodge (récolté en 2010, publié en 2021) |
|  |                                                                                                  |
|  | RaTG13, 96,1 %, Rhinolophus affinis, Mojiang, Yunnan (récolté en 2013, publié en 2020)           |
|  |                                                                                                  |

|  | RmYN02, 93,3 %, Rhinolophus malayanus, Mengla, Yunnan (récolté en juin 2019, publié en 2020) |
|  |                                                                                              |
|  | RpYN06, 94.4 %, Rhinolophus pusillus, Mengla, Yunnan (récolté en mai 2020, publié en 2021)   |
|  |                                                                                              |

|  | RshSTT182, 92,6 %, Rhinolophus shameli, Stoeng Treng, Cambodge (récolté en 2010, publié en 2021) |
|  |                                                                                                  |
|  | RaTG13, 96,1 %, Rhinolophus affinis, Mojiang, Yunnan (récolté en 2013, publié en 2020)           |
|  |                                                                                                  |

|  | RmYN02, 93,3 %, Rhinolophus malayanus, Mengla, Yunnan (récolté en juin 2019, publié en 2020) |
|  |                                                                                              |
|  | RpYN06, 94.4 %, Rhinolophus pusillus, Mengla, Yunnan (récolté en mai 2020, publié en 2021)   |
|  |                                                                                              |

|  | RshSTT182, 92,6 %, Rhinolophus shameli, Stoeng Treng, Cambodge (récolté en 2010, publié en 2021) |
|  |                                                                                                  |
|  | RaTG13, 96,1 %, Rhinolophus affinis, Mojiang, Yunnan (récolté en 2013, publié en 2020)           |
|  |                                                                                                  |

|  | RmYN02, 93,3 %, Rhinolophus malayanus, Mengla, Yunnan (récolté en juin 2019, publié en 2020) |
|  |                                                                                              |
|  | RpYN06, 94.4 %, Rhinolophus pusillus, Mengla, Yunnan (récolté en mai 2020, publié en 2021)   |
|  |                                                                                              |

|  | RshSTT182, 92,6 %, Rhinolophus shameli, Stoeng Treng, Cambodge (récolté en 2010, publié en 2021) |
|  |                                                                                                  |
|  | RaTG13, 96,1 %, Rhinolophus affinis, Mojiang, Yunnan (récolté en 2013, publié en 2020)           |
|  |                                                                                                  |

|  | RmYN02, 93,3 %, Rhinolophus malayanus, Mengla, Yunnan (récolté en juin 2019, publié en 2020) |
|  |                                                                                              |
|  | RpYN06, 94.4 %, Rhinolophus pusillus, Mengla, Yunnan (récolté en mai 2020, publié en 2021)   |
|  |                                                                                              |

|  | RshSTT182, 92,6 %, Rhinolophus shameli, Stoeng Treng, Cambodge (récolté en 2010, publié en 2021) |
|  |                                                                                                  |
|  | RaTG13, 96,1 %, Rhinolophus affinis, Mojiang, Yunnan (récolté en 2013, publié en 2020)           |
|  |                                                                                                  |

|  | RmYN02, 93,3 %, Rhinolophus malayanus, Mengla, Yunnan (récolté en juin 2019, publié en 2020) |
|  |                                                                                              |
|  | RpYN06, 94.4 %, Rhinolophus pusillus, Mengla, Yunnan (récolté en mai 2020, publié en 2021)   |
|  |                                                                                              |

|  | RshSTT182, 92,6 %, Rhinolophus shameli, Stoeng Treng, Cambodge (récolté en 2010, publié en 2021) |
|  |                                                                                                  |
|  | RaTG13, 96,1 %, Rhinolophus affinis, Mojiang, Yunnan (récolté en 2013, publié en 2020)           |
|  |                                                                                                  |

|  | RmYN02, 93,3 %, Rhinolophus malayanus, Mengla, Yunnan (récolté en juin 2019, publié en 2020) |
|  |                                                                                              |
|  | RpYN06, 94.4 %, Rhinolophus pusillus, Mengla, Yunnan (récolté en mai 2020, publié en 2021)   |
|  |                                                                                              |

|  | RshSTT182, 92,6 %, Rhinolophus shameli, Stoeng Treng, Cambodge (récolté en 2010, publié en 2021) |
|  |                                                                                                  |
|  | RaTG13, 96,1 %, Rhinolophus affinis, Mojiang, Yunnan (récolté en 2013, publié en 2020)           |
|  |                                                                                                  |

|  | RmYN02, 93,3 %, Rhinolophus malayanus, Mengla, Yunnan (récolté en juin 2019, publié en 2020) |
|  |                                                                                              |
|  | RpYN06, 94.4 %, Rhinolophus pusillus, Mengla, Yunnan (récolté en mai 2020, publié en 2021)   |
|  |                                                                                              |

|  | RshSTT182, 92,6 %, Rhinolophus shameli, Stoeng Treng, Cambodge (récolté en 2010, publié en 2021) |
|  |                                                                                                  |
|  | RaTG13, 96,1 %, Rhinolophus affinis, Mojiang, Yunnan (récolté en 2013, publié en 2020)           |
|  |                                                                                                  |

|  | SL-ZXC21, 88 %, Rhinolophus pusillus, Zhoushan, Zhejiang (récolté en 2015, publié en 2018) |
|  |                                                                                            |
|  | SL-ZC45, 88 %, Rhinolophus pusillus, Zhoushan, Zhejiang (récolté en 2017, publié en 2018)  |
|  |                                                                                            |

|  | RmYN02, 93,3 %, Rhinolophus malayanus, Mengla, Yunnan (récolté en juin 2019, publié en 2020) |
|  |                                                                                              |
|  | RpYN06, 94.4 %, Rhinolophus pusillus, Mengla, Yunnan (récolté en mai 2020, publié en 2021)   |
|  |                                                                                              |

|  | RshSTT182, 92,6 %, Rhinolophus shameli, Stoeng Treng, Cambodge (récolté en 2010, publié en 2021) |
|  |                                                                                                  |
|  | RaTG13, 96,1 %, Rhinolophus affinis, Mojiang, Yunnan (récolté en 2013, publié en 2020)           |
|  |                                                                                                  |

|  | RmYN02, 93,3 %, Rhinolophus malayanus, Mengla, Yunnan (récolté en juin 2019, publié en 2020) |
|  |                                                                                              |
|  | RpYN06, 94.4 %, Rhinolophus pusillus, Mengla, Yunnan (récolté en mai 2020, publié en 2021)   |
|  |                                                                                              |

|  | RshSTT182, 92,6 %, Rhinolophus shameli, Stoeng Treng, Cambodge (récolté en 2010, publié en 2021) |
|  |                                                                                                  |
|  | RaTG13, 96,1 %, Rhinolophus affinis, Mojiang, Yunnan (récolté en 2013, publié en 2020)           |
|  |                                                                                                  |

|  | RmYN02, 93,3 %, Rhinolophus malayanus, Mengla, Yunnan (récolté en juin 2019, publié en 2020) |
|  |                                                                                              |
|  | RpYN06, 94.4 %, Rhinolophus pusillus, Mengla, Yunnan (récolté en mai 2020, publié en 2021)   |
|  |                                                                                              |

|  | RshSTT182, 92,6 %, Rhinolophus shameli, Stoeng Treng, Cambodge (récolté en 2010, publié en 2021) |
|  |                                                                                                  |
|  | RaTG13, 96,1 %, Rhinolophus affinis, Mojiang, Yunnan (récolté en 2013, publié en 2020)           |
|  |                                                                                                  |

|  | RmYN02, 93,3 %, Rhinolophus malayanus, Mengla, Yunnan (récolté en juin 2019, publié en 2020) |
|  |                                                                                              |
|  | RpYN06, 94.4 %, Rhinolophus pusillus, Mengla, Yunnan (récolté en mai 2020, publié en 2021)   |
|  |                                                                                              |

|  | RshSTT182, 92,6 %, Rhinolophus shameli, Stoeng Treng, Cambodge (récolté en 2010, publié en 2021) |
|  |                                                                                                  |
|  | RaTG13, 96,1 %, Rhinolophus affinis, Mojiang, Yunnan (récolté en 2013, publié en 2020)           |
|  |                                                                                                  |

|  | RmYN02, 93,3 %, Rhinolophus malayanus, Mengla, Yunnan (récolté en juin 2019, publié en 2020) |
|  |                                                                                              |
|  | RpYN06, 94.4 %, Rhinolophus pusillus, Mengla, Yunnan (récolté en mai 2020, publié en 2021)   |
|  |                                                                                              |

|  | RshSTT182, 92,6 %, Rhinolophus shameli, Stoeng Treng, Cambodge (récolté en 2010, publié en 2021) |
|  |                                                                                                  |
|  | RaTG13, 96,1 %, Rhinolophus affinis, Mojiang, Yunnan (récolté en 2013, publié en 2020)           |
|  |                                                                                                  |

|  | RmYN02, 93,3 %, Rhinolophus malayanus, Mengla, Yunnan (récolté en juin 2019, publié en 2020) |
|  |                                                                                              |
|  | RpYN06, 94.4 %, Rhinolophus pusillus, Mengla, Yunnan (récolté en mai 2020, publié en 2021)   |
|  |                                                                                              |

|  | RshSTT182, 92,6 %, Rhinolophus shameli, Stoeng Treng, Cambodge (récolté en 2010, publié en 2021) |
|  |                                                                                                  |
|  | RaTG13, 96,1 %, Rhinolophus affinis, Mojiang, Yunnan (récolté en 2013, publié en 2020)           |
|  |                                                                                                  |

|  | RmYN02, 93,3 %, Rhinolophus malayanus, Mengla, Yunnan (récolté en juin 2019, publié en 2020) |
|  |                                                                                              |
|  | RpYN06, 94.4 %, Rhinolophus pusillus, Mengla, Yunnan (récolté en mai 2020, publié en 2021)   |
|  |                                                                                              |

|  | RshSTT182, 92,6 %, Rhinolophus shameli, Stoeng Treng, Cambodge (récolté en 2010, publié en 2021) |
|  |                                                                                                  |
|  | RaTG13, 96,1 %, Rhinolophus affinis, Mojiang, Yunnan (récolté en 2013, publié en 2020)           |
|  |                                                                                                  |

|  | RmYN02, 93,3 %, Rhinolophus malayanus, Mengla, Yunnan (récolté en juin 2019, publié en 2020) |
|  |                                                                                              |
|  | RpYN06, 94.4 %, Rhinolophus pusillus, Mengla, Yunnan (récolté en mai 2020, publié en 2021)   |
|  |                                                                                              |

|  | RshSTT182, 92,6 %, Rhinolophus shameli, Stoeng Treng, Cambodge (récolté en 2010, publié en 2021) |
|  |                                                                                                  |
|  | RaTG13, 96,1 %, Rhinolophus affinis, Mojiang, Yunnan (récolté en 2013, publié en 2020)           |
|  |                                                                                                  |

|  | RmYN02, 93,3 %, Rhinolophus malayanus, Mengla, Yunnan (récolté en juin 2019, publié en 2020) |
|  |                                                                                              |
|  | RpYN06, 94.4 %, Rhinolophus pusillus, Mengla, Yunnan (récolté en mai 2020, publié en 2021)   |
|  |                                                                                              |

|  | RshSTT182, 92,6 %, Rhinolophus shameli, Stoeng Treng, Cambodge (récolté en 2010, publié en 2021) |
|  |                                                                                                  |
|  | RaTG13, 96,1 %, Rhinolophus affinis, Mojiang, Yunnan (récolté en 2013, publié en 2020)           |
|  |                                                                                                  |

|  | RmYN02, 93,3 %, Rhinolophus malayanus, Mengla, Yunnan (récolté en juin 2019, publié en 2020) |
|  |                                                                                              |
|  | RpYN06, 94.4 %, Rhinolophus pusillus, Mengla, Yunnan (récolté en mai 2020, publié en 2021)   |
|  |                                                                                              |

|  | RshSTT182, 92,6 %, Rhinolophus shameli, Stoeng Treng, Cambodge (récolté en 2010, publié en 2021) |
|  |                                                                                                  |
|  | RaTG13, 96,1 %, Rhinolophus affinis, Mojiang, Yunnan (récolté en 2013, publié en 2020)           |
|  |                                                                                                  |

|  | RmYN02, 93,3 %, Rhinolophus malayanus, Mengla, Yunnan (récolté en juin 2019, publié en 2020) |
|  |                                                                                              |
|  | RpYN06, 94.4 %, Rhinolophus pusillus, Mengla, Yunnan (récolté en mai 2020, publié en 2021)   |
|  |                                                                                              |

|  | RshSTT182, 92,6 %, Rhinolophus shameli, Stoeng Treng, Cambodge (récolté en 2010, publié en 2021) |
|  |                                                                                                  |
|  | RaTG13, 96,1 %, Rhinolophus affinis, Mojiang, Yunnan (récolté en 2013, publié en 2020)           |
|  |                                                                                                  |

|  | RmYN02, 93,3 %, Rhinolophus malayanus, Mengla, Yunnan (récolté en juin 2019, publié en 2020) |
|  |                                                                                              |
|  | RpYN06, 94.4 %, Rhinolophus pusillus, Mengla, Yunnan (récolté en mai 2020, publié en 2021)   |
|  |                                                                                              |

|  | RshSTT182, 92,6 %, Rhinolophus shameli, Stoeng Treng, Cambodge (récolté en 2010, publié en 2021) |
|  |                                                                                                  |
|  | RaTG13, 96,1 %, Rhinolophus affinis, Mojiang, Yunnan (récolté en 2013, publié en 2020)           |
|  |                                                                                                  |

|  | RmYN02, 93,3 %, Rhinolophus malayanus, Mengla, Yunnan (récolté en juin 2019, publié en 2020) |
|  |                                                                                              |
|  | RpYN06, 94.4 %, Rhinolophus pusillus, Mengla, Yunnan (récolté en mai 2020, publié en 2021)   |
|  |                                                                                              |

|  | RshSTT182, 92,6 %, Rhinolophus shameli, Stoeng Treng, Cambodge (récolté en 2010, publié en 2021) |
|  |                                                                                                  |
|  | RaTG13, 96,1 %, Rhinolophus affinis, Mojiang, Yunnan (récolté en 2013, publié en 2020)           |
|  |                                                                                                  |

|  | RmYN02, 93,3 %, Rhinolophus malayanus, Mengla, Yunnan (récolté en juin 2019, publié en 2020) |
|  |                                                                                              |
|  | RpYN06, 94.4 %, Rhinolophus pusillus, Mengla, Yunnan (récolté en mai 2020, publié en 2021)   |
|  |                                                                                              |

|  | RshSTT182, 92,6 %, Rhinolophus shameli, Stoeng Treng, Cambodge (récolté en 2010, publié en 2021) |
|  |                                                                                                  |
|  | RaTG13, 96,1 %, Rhinolophus affinis, Mojiang, Yunnan (récolté en 2013, publié en 2020)           |
|  |                                                                                                  |

|  | RmYN02, 93,3 %, Rhinolophus malayanus, Mengla, Yunnan (récolté en juin 2019, publié en 2020) |
|  |                                                                                              |
|  | RpYN06, 94.4 %, Rhinolophus pusillus, Mengla, Yunnan (récolté en mai 2020, publié en 2021)   |
|  |                                                                                              |

|  | RshSTT182, 92,6 %, Rhinolophus shameli, Stoeng Treng, Cambodge (récolté en 2010, publié en 2021) |
|  |                                                                                                  |
|  | RaTG13, 96,1 %, Rhinolophus affinis, Mojiang, Yunnan (récolté en 2013, publié en 2020)           |
|  |                                                                                                  |

|  | RmYN02, 93,3 %, Rhinolophus malayanus, Mengla, Yunnan (récolté en juin 2019, publié en 2020) |
|  |                                                                                              |
|  | RpYN06, 94.4 %, Rhinolophus pusillus, Mengla, Yunnan (récolté en mai 2020, publié en 2021)   |
|  |                                                                                              |

|  | RshSTT182, 92,6 %, Rhinolophus shameli, Stoeng Treng, Cambodge (récolté en 2010, publié en 2021) |
|  |                                                                                                  |
|  | RaTG13, 96,1 %, Rhinolophus affinis, Mojiang, Yunnan (récolté en 2013, publié en 2020)           |
|  |                                                                                                  |

|  | RmYN02, 93,3 %, Rhinolophus malayanus, Mengla, Yunnan (récolté en juin 2019, publié en 2020) |
|  |                                                                                              |
|  | RpYN06, 94.4 %, Rhinolophus pusillus, Mengla, Yunnan (récolté en mai 2020, publié en 2021)   |
|  |                                                                                              |

|  | RshSTT182, 92,6 %, Rhinolophus shameli, Stoeng Treng, Cambodge (récolté en 2010, publié en 2021) |
|  |                                                                                                  |
|  | RaTG13, 96,1 %, Rhinolophus affinis, Mojiang, Yunnan (récolté en 2013, publié en 2020)           |
|  |                                                                                                  |

|  | RmYN02, 93,3 %, Rhinolophus malayanus, Mengla, Yunnan (récolté en juin 2019, publié en 2020) |
|  |                                                                                              |
|  | RpYN06, 94.4 %, Rhinolophus pusillus, Mengla, Yunnan (récolté en mai 2020, publié en 2021)   |
|  |                                                                                              |

|  | RshSTT182, 92,6 %, Rhinolophus shameli, Stoeng Treng, Cambodge (récolté en 2010, publié en 2021) |
|  |                                                                                                  |
|  | RaTG13, 96,1 %, Rhinolophus affinis, Mojiang, Yunnan (récolté en 2013, publié en 2020)           |
|  |                                                                                                  |

|  | RmYN02, 93,3 %, Rhinolophus malayanus, Mengla, Yunnan (récolté en juin 2019, publié en 2020) |
|  |                                                                                              |
|  | RpYN06, 94.4 %, Rhinolophus pusillus, Mengla, Yunnan (récolté en mai 2020, publié en 2021)   |
|  |                                                                                              |

|  | RshSTT182, 92,6 %, Rhinolophus shameli, Stoeng Treng, Cambodge (récolté en 2010, publié en 2021) |
|  |                                                                                                  |
|  | RaTG13, 96,1 %, Rhinolophus affinis, Mojiang, Yunnan (récolté en 2013, publié en 2020)           |
|  |                                                                                                  |

|  | RmYN02, 93,3 %, Rhinolophus malayanus, Mengla, Yunnan (récolté en juin 2019, publié en 2020) |
|  |                                                                                              |
|  | RpYN06, 94.4 %, Rhinolophus pusillus, Mengla, Yunnan (récolté en mai 2020, publié en 2021)   |
|  |                                                                                              |

|  | RshSTT182, 92,6 %, Rhinolophus shameli, Stoeng Treng, Cambodge (récolté en 2010, publié en 2021) |
|  |                                                                                                  |
|  | RaTG13, 96,1 %, Rhinolophus affinis, Mojiang, Yunnan (récolté en 2013, publié en 2020)           |
|  |                                                                                                  |

|  | RmYN02, 93,3 %, Rhinolophus malayanus, Mengla, Yunnan (récolté en juin 2019, publié en 2020) |
|  |                                                                                              |
|  | RpYN06, 94.4 %, Rhinolophus pusillus, Mengla, Yunnan (récolté en mai 2020, publié en 2021)   |
|  |                                                                                              |

|  | RshSTT182, 92,6 %, Rhinolophus shameli, Stoeng Treng, Cambodge (récolté en 2010, publié en 2021) |
|  |                                                                                                  |
|  | RaTG13, 96,1 %, Rhinolophus affinis, Mojiang, Yunnan (récolté en 2013, publié en 2020)           |
|  |                                                                                                  |

|  | RmYN02, 93,3 %, Rhinolophus malayanus, Mengla, Yunnan (récolté en juin 2019, publié en 2020) |
|  |                                                                                              |
|  | RpYN06, 94.4 %, Rhinolophus pusillus, Mengla, Yunnan (récolté en mai 2020, publié en 2021)   |
|  |                                                                                              |

|  | RshSTT182, 92,6 %, Rhinolophus shameli, Stoeng Treng, Cambodge (récolté en 2010, publié en 2021) |
|  |                                                                                                  |
|  | RaTG13, 96,1 %, Rhinolophus affinis, Mojiang, Yunnan (récolté en 2013, publié en 2020)           |
|  |                                                                                                  |

|  | RmYN02, 93,3 %, Rhinolophus malayanus, Mengla, Yunnan (récolté en juin 2019, publié en 2020) |
|  |                                                                                              |
|  | RpYN06, 94.4 %, Rhinolophus pusillus, Mengla, Yunnan (récolté en mai 2020, publié en 2021)   |
|  |                                                                                              |

|  | RshSTT182, 92,6 %, Rhinolophus shameli, Stoeng Treng, Cambodge (récolté en 2010, publié en 2021) |
|  |                                                                                                  |
|  | RaTG13, 96,1 %, Rhinolophus affinis, Mojiang, Yunnan (récolté en 2013, publié en 2020)           |
|  |                                                                                                  |

|  | RmYN02, 93,3 %, Rhinolophus malayanus, Mengla, Yunnan (récolté en juin 2019, publié en 2020) |
|  |                                                                                              |
|  | RpYN06, 94.4 %, Rhinolophus pusillus, Mengla, Yunnan (récolté en mai 2020, publié en 2021)   |
|  |                                                                                              |

|  | RshSTT182, 92,6 %, Rhinolophus shameli, Stoeng Treng, Cambodge (récolté en 2010, publié en 2021) |
|  |                                                                                                  |
|  | RaTG13, 96,1 %, Rhinolophus affinis, Mojiang, Yunnan (récolté en 2013, publié en 2020)           |
|  |                                                                                                  |

|  | RmYN02, 93,3 %, Rhinolophus malayanus, Mengla, Yunnan (récolté en juin 2019, publié en 2020) |
|  |                                                                                              |
|  | RpYN06, 94.4 %, Rhinolophus pusillus, Mengla, Yunnan (récolté en mai 2020, publié en 2021)   |
|  |                                                                                              |

|  | RshSTT182, 92,6 %, Rhinolophus shameli, Stoeng Treng, Cambodge (récolté en 2010, publié en 2021) |
|  |                                                                                                  |
|  | RaTG13, 96,1 %, Rhinolophus affinis, Mojiang, Yunnan (récolté en 2013, publié en 2020)           |
|  |                                                                                                  |

|  | RmYN02, 93,3 %, Rhinolophus malayanus, Mengla, Yunnan (récolté en juin 2019, publié en 2020) |
|  |                                                                                              |
|  | RpYN06, 94.4 %, Rhinolophus pusillus, Mengla, Yunnan (récolté en mai 2020, publié en 2021)   |
|  |                                                                                              |

|  | RshSTT182, 92,6 %, Rhinolophus shameli, Stoeng Treng, Cambodge (récolté en 2010, publié en 2021) |
|  |                                                                                                  |
|  | RaTG13, 96,1 %, Rhinolophus affinis, Mojiang, Yunnan (récolté en 2013, publié en 2020)           |
|  |                                                                                                  |

|  | RmYN02, 93,3 %, Rhinolophus malayanus, Mengla, Yunnan (récolté en juin 2019, publié en 2020) |
|  |                                                                                              |
|  | RpYN06, 94.4 %, Rhinolophus pusillus, Mengla, Yunnan (récolté en mai 2020, publié en 2021)   |
|  |                                                                                              |

|  | RshSTT182, 92,6 %, Rhinolophus shameli, Stoeng Treng, Cambodge (récolté en 2010, publié en 2021) |
|  |                                                                                                  |
|  | RaTG13, 96,1 %, Rhinolophus affinis, Mojiang, Yunnan (récolté en 2013, publié en 2020)           |
|  |                                                                                                  |

|  | RmYN02, 93,3 %, Rhinolophus malayanus, Mengla, Yunnan (récolté en juin 2019, publié en 2020) |
|  |                                                                                              |
|  | RpYN06, 94.4 %, Rhinolophus pusillus, Mengla, Yunnan (récolté en mai 2020, publié en 2021)   |
|  |                                                                                              |

|  | RshSTT182, 92,6 %, Rhinolophus shameli, Stoeng Treng, Cambodge (récolté en 2010, publié en 2021) |
|  |                                                                                                  |
|  | RaTG13, 96,1 %, Rhinolophus affinis, Mojiang, Yunnan (récolté en 2013, publié en 2020)           |
|  |                                                                                                  |

|  | RmYN02, 93,3 %, Rhinolophus malayanus, Mengla, Yunnan (récolté en juin 2019, publié en 2020) |
|  |                                                                                              |
|  | RpYN06, 94.4 %, Rhinolophus pusillus, Mengla, Yunnan (récolté en mai 2020, publié en 2021)   |
|  |                                                                                              |

|  | RshSTT182, 92,6 %, Rhinolophus shameli, Stoeng Treng, Cambodge (récolté en 2010, publié en 2021) |
|  |                                                                                                  |
|  | RaTG13, 96,1 %, Rhinolophus affinis, Mojiang, Yunnan (récolté en 2013, publié en 2020)           |
|  |                                                                                                  |

|  | RmYN02, 93,3 %, Rhinolophus malayanus, Mengla, Yunnan (récolté en juin 2019, publié en 2020) |
|  |                                                                                              |
|  | RpYN06, 94.4 %, Rhinolophus pusillus, Mengla, Yunnan (récolté en mai 2020, publié en 2021)   |
|  |                                                                                              |

|  | RshSTT182, 92,6 %, Rhinolophus shameli, Stoeng Treng, Cambodge (récolté en 2010, publié en 2021) |
|  |                                                                                                  |
|  | RaTG13, 96,1 %, Rhinolophus affinis, Mojiang, Yunnan (récolté en 2013, publié en 2020)           |
|  |                                                                                                  |

|  | RmYN02, 93,3 %, Rhinolophus malayanus, Mengla, Yunnan (récolté en juin 2019, publié en 2020) |
|  |                                                                                              |
|  | RpYN06, 94.4 %, Rhinolophus pusillus, Mengla, Yunnan (récolté en mai 2020, publié en 2021)   |
|  |                                                                                              |

|  | RshSTT182, 92,6 %, Rhinolophus shameli, Stoeng Treng, Cambodge (récolté en 2010, publié en 2021) |
|  |                                                                                                  |
|  | RaTG13, 96,1 %, Rhinolophus affinis, Mojiang, Yunnan (récolté en 2013, publié en 2020)           |
|  |                                                                                                  |

|  | RmYN02, 93,3 %, Rhinolophus malayanus, Mengla, Yunnan (récolté en juin 2019, publié en 2020) |
|  |                                                                                              |
|  | RpYN06, 94.4 %, Rhinolophus pusillus, Mengla, Yunnan (récolté en mai 2020, publié en 2021)   |
|  |                                                                                              |

|  | RshSTT182, 92,6 %, Rhinolophus shameli, Stoeng Treng, Cambodge (récolté en 2010, publié en 2021) |
|  |                                                                                                  |
|  | RaTG13, 96,1 %, Rhinolophus affinis, Mojiang, Yunnan (récolté en 2013, publié en 2020)           |
|  |                                                                                                  |

|  | RmYN02, 93,3 %, Rhinolophus malayanus, Mengla, Yunnan (récolté en juin 2019, publié en 2020) |
|  |                                                                                              |
|  | RpYN06, 94.4 %, Rhinolophus pusillus, Mengla, Yunnan (récolté en mai 2020, publié en 2021)   |
|  |                                                                                              |

|  | RshSTT182, 92,6 %, Rhinolophus shameli, Stoeng Treng, Cambodge (récolté en 2010, publié en 2021) |
|  |                                                                                                  |
|  | RaTG13, 96,1 %, Rhinolophus affinis, Mojiang, Yunnan (récolté en 2013, publié en 2020)           |
|  |                                                                                                  |

|  | RmYN02, 93,3 %, Rhinolophus malayanus, Mengla, Yunnan (récolté en juin 2019, publié en 2020) |
|  |                                                                                              |
|  | RpYN06, 94.4 %, Rhinolophus pusillus, Mengla, Yunnan (récolté en mai 2020, publié en 2021)   |
|  |                                                                                              |

|  | RshSTT182, 92,6 %, Rhinolophus shameli, Stoeng Treng, Cambodge (récolté en 2010, publié en 2021) |
|  |                                                                                                  |
|  | RaTG13, 96,1 %, Rhinolophus affinis, Mojiang, Yunnan (récolté en 2013, publié en 2020)           |
|  |                                                                                                  |

|  | RmYN02, 93,3 %, Rhinolophus malayanus, Mengla, Yunnan (récolté en juin 2019, publié en 2020) |
|  |                                                                                              |
|  | RpYN06, 94.4 %, Rhinolophus pusillus, Mengla, Yunnan (récolté en mai 2020, publié en 2021)   |
|  |                                                                                              |

|  | RshSTT182, 92,6 %, Rhinolophus shameli, Stoeng Treng, Cambodge (récolté en 2010, publié en 2021) |
|  |                                                                                                  |
|  | RaTG13, 96,1 %, Rhinolophus affinis, Mojiang, Yunnan (récolté en 2013, publié en 2020)           |
|  |                                                                                                  |

|  | RmYN02, 93,3 %, Rhinolophus malayanus, Mengla, Yunnan (récolté en juin 2019, publié en 2020) |
|  |                                                                                              |
|  | RpYN06, 94.4 %, Rhinolophus pusillus, Mengla, Yunnan (récolté en mai 2020, publié en 2021)   |
|  |                                                                                              |

|  | RshSTT182, 92,6 %, Rhinolophus shameli, Stoeng Treng, Cambodge (récolté en 2010, publié en 2021) |
|  |                                                                                                  |
|  | RaTG13, 96,1 %, Rhinolophus affinis, Mojiang, Yunnan (récolté en 2013, publié en 2020)           |
|  |                                                                                                  |

|  | RmYN02, 93,3 %, Rhinolophus malayanus, Mengla, Yunnan (récolté en juin 2019, publié en 2020) |
|  |                                                                                              |
|  | RpYN06, 94.4 %, Rhinolophus pusillus, Mengla, Yunnan (récolté en mai 2020, publié en 2021)   |
|  |                                                                                              |

|  | RshSTT182, 92,6 %, Rhinolophus shameli, Stoeng Treng, Cambodge (récolté en 2010, publié en 2021) |
|  |                                                                                                  |
|  | RaTG13, 96,1 %, Rhinolophus affinis, Mojiang, Yunnan (récolté en 2013, publié en 2020)           |
|  |                                                                                                  |

|  | RmYN02, 93,3 %, Rhinolophus malayanus, Mengla, Yunnan (récolté en juin 2019, publié en 2020) |
|  |                                                                                              |
|  | RpYN06, 94.4 %, Rhinolophus pusillus, Mengla, Yunnan (récolté en mai 2020, publié en 2021)   |
|  |                                                                                              |

|  | RshSTT182, 92,6 %, Rhinolophus shameli, Stoeng Treng, Cambodge (récolté en 2010, publié en 2021) |
|  |                                                                                                  |
|  | RaTG13, 96,1 %, Rhinolophus affinis, Mojiang, Yunnan (récolté en 2013, publié en 2020)           |
|  |                                                                                                  |

|  | RmYN02, 93,3 %, Rhinolophus malayanus, Mengla, Yunnan (récolté en juin 2019, publié en 2020) |
|  |                                                                                              |
|  | RpYN06, 94.4 %, Rhinolophus pusillus, Mengla, Yunnan (récolté en mai 2020, publié en 2021)   |
|  |                                                                                              |

|  | RshSTT182, 92,6 %, Rhinolophus shameli, Stoeng Treng, Cambodge (récolté en 2010, publié en 2021) |
|  |                                                                                                  |
|  | RaTG13, 96,1 %, Rhinolophus affinis, Mojiang, Yunnan (récolté en 2013, publié en 2020)           |
|  |                                                                                                  |

|  | RmYN02, 93,3 %, Rhinolophus malayanus, Mengla, Yunnan (récolté en juin 2019, publié en 2020) |
|  |                                                                                              |
|  | RpYN06, 94.4 %, Rhinolophus pusillus, Mengla, Yunnan (récolté en mai 2020, publié en 2021)   |
|  |                                                                                              |

|  | RshSTT182, 92,6 %, Rhinolophus shameli, Stoeng Treng, Cambodge (récolté en 2010, publié en 2021) |
|  |                                                                                                  |
|  | RaTG13, 96,1 %, Rhinolophus affinis, Mojiang, Yunnan (récolté en 2013, publié en 2020)           |
|  |                                                                                                  |

|  | RmYN02, 93,3 %, Rhinolophus malayanus, Mengla, Yunnan (récolté en juin 2019, publié en 2020) |
|  |                                                                                              |
|  | RpYN06, 94.4 %, Rhinolophus pusillus, Mengla, Yunnan (récolté en mai 2020, publié en 2021)   |
|  |                                                                                              |

|  | RshSTT182, 92,6 %, Rhinolophus shameli, Stoeng Treng, Cambodge (récolté en 2010, publié en 2021) |
|  |                                                                                                  |
|  | RaTG13, 96,1 %, Rhinolophus affinis, Mojiang, Yunnan (récolté en 2013, publié en 2020)           |
|  |                                                                                                  |

|  | RmYN02, 93,3 %, Rhinolophus malayanus, Mengla, Yunnan (récolté en juin 2019, publié en 2020) |
|  |                                                                                              |
|  | RpYN06, 94.4 %, Rhinolophus pusillus, Mengla, Yunnan (récolté en mai 2020, publié en 2021)   |
|  |                                                                                              |

|  | RshSTT182, 92,6 %, Rhinolophus shameli, Stoeng Treng, Cambodge (récolté en 2010, publié en 2021) |
|  |                                                                                                  |
|  | RaTG13, 96,1 %, Rhinolophus affinis, Mojiang, Yunnan (récolté en 2013, publié en 2020)           |
|  |                                                                                                  |

|  | RmYN02, 93,3 %, Rhinolophus malayanus, Mengla, Yunnan (récolté en juin 2019, publié en 2020) |
|  |                                                                                              |
|  | RpYN06, 94.4 %, Rhinolophus pusillus, Mengla, Yunnan (récolté en mai 2020, publié en 2021)   |
|  |                                                                                              |

|  | RshSTT182, 92,6 %, Rhinolophus shameli, Stoeng Treng, Cambodge (récolté en 2010, publié en 2021) |
|  |                                                                                                  |
|  | RaTG13, 96,1 %, Rhinolophus affinis, Mojiang, Yunnan (récolté en 2013, publié en 2020)           |
|  |                                                                                                  |

|  | RmYN02, 93,3 %, Rhinolophus malayanus, Mengla, Yunnan (récolté en juin 2019, publié en 2020) |
|  |                                                                                              |
|  | RpYN06, 94.4 %, Rhinolophus pusillus, Mengla, Yunnan (récolté en mai 2020, publié en 2021)   |
|  |                                                                                              |

|  | RshSTT182, 92,6 %, Rhinolophus shameli, Stoeng Treng, Cambodge (récolté en 2010, publié en 2021) |
|  |                                                                                                  |
|  | RaTG13, 96,1 %, Rhinolophus affinis, Mojiang, Yunnan (récolté en 2013, publié en 2020)           |
|  |                                                                                                  |

|  | RmYN02, 93,3 %, Rhinolophus malayanus, Mengla, Yunnan (récolté en juin 2019, publié en 2020) |
|  |                                                                                              |
|  | RpYN06, 94.4 %, Rhinolophus pusillus, Mengla, Yunnan (récolté en mai 2020, publié en 2021)   |
|  |                                                                                              |

|  | RshSTT182, 92,6 %, Rhinolophus shameli, Stoeng Treng, Cambodge (récolté en 2010, publié en 2021) |
|  |                                                                                                  |
|  | RaTG13, 96,1 %, Rhinolophus affinis, Mojiang, Yunnan (récolté en 2013, publié en 2020)           |
|  |                                                                                                  |

|  | RmYN02, 93,3 %, Rhinolophus malayanus, Mengla, Yunnan (récolté en juin 2019, publié en 2020) |
|  |                                                                                              |
|  | RpYN06, 94.4 %, Rhinolophus pusillus, Mengla, Yunnan (récolté en mai 2020, publié en 2021)   |
|  |                                                                                              |

|  | RshSTT182, 92,6 %, Rhinolophus shameli, Stoeng Treng, Cambodge (récolté en 2010, publié en 2021) |
|  |                                                                                                  |
|  | RaTG13, 96,1 %, Rhinolophus affinis, Mojiang, Yunnan (récolté en 2013, publié en 2020)           |
|  |                                                                                                  |

|  | RmYN02, 93,3 %, Rhinolophus malayanus, Mengla, Yunnan (récolté en juin 2019, publié en 2020) |
|  |                                                                                              |
|  | RpYN06, 94.4 %, Rhinolophus pusillus, Mengla, Yunnan (récolté en mai 2020, publié en 2021)   |
|  |                                                                                              |

|  | RshSTT182, 92,6 %, Rhinolophus shameli, Stoeng Treng, Cambodge (récolté en 2010, publié en 2021) |
|  |                                                                                                  |
|  | RaTG13, 96,1 %, Rhinolophus affinis, Mojiang, Yunnan (récolté en 2013, publié en 2020)           |
|  |                                                                                                  |

|  | RmYN02, 93,3 %, Rhinolophus malayanus, Mengla, Yunnan (récolté en juin 2019, publié en 2020) |
|  |                                                                                              |
|  | RpYN06, 94.4 %, Rhinolophus pusillus, Mengla, Yunnan (récolté en mai 2020, publié en 2021)   |
|  |                                                                                              |

|  | RshSTT182, 92,6 %, Rhinolophus shameli, Stoeng Treng, Cambodge (récolté en 2010, publié en 2021) |
|  |                                                                                                  |
|  | RaTG13, 96,1 %, Rhinolophus affinis, Mojiang, Yunnan (récolté en 2013, publié en 2020)           |
|  |                                                                                                  |

|  | RmYN02, 93,3 %, Rhinolophus malayanus, Mengla, Yunnan (récolté en juin 2019, publié en 2020) |
|  |                                                                                              |
|  | RpYN06, 94.4 %, Rhinolophus pusillus, Mengla, Yunnan (récolté en mai 2020, publié en 2021)   |
|  |                                                                                              |

|  | RshSTT182, 92,6 %, Rhinolophus shameli, Stoeng Treng, Cambodge (récolté en 2010, publié en 2021) |
|  |                                                                                                  |
|  | RaTG13, 96,1 %, Rhinolophus affinis, Mojiang, Yunnan (récolté en 2013, publié en 2020)           |
|  |                                                                                                  |

|  | RmYN02, 93,3 %, Rhinolophus malayanus, Mengla, Yunnan (récolté en juin 2019, publié en 2020) |
|  |                                                                                              |
|  | RpYN06, 94.4 %, Rhinolophus pusillus, Mengla, Yunnan (récolté en mai 2020, publié en 2021)   |
|  |                                                                                              |

|  | RshSTT182, 92,6 %, Rhinolophus shameli, Stoeng Treng, Cambodge (récolté en 2010, publié en 2021) |
|  |                                                                                                  |
|  | RaTG13, 96,1 %, Rhinolophus affinis, Mojiang, Yunnan (récolté en 2013, publié en 2020)           |
|  |                                                                                                  |

|  | RmYN02, 93,3 %, Rhinolophus malayanus, Mengla, Yunnan (récolté en juin 2019, publié en 2020) |
|  |                                                                                              |
|  | RpYN06, 94.4 %, Rhinolophus pusillus, Mengla, Yunnan (récolté en mai 2020, publié en 2021)   |
|  |                                                                                              |

|  | RshSTT182, 92,6 %, Rhinolophus shameli, Stoeng Treng, Cambodge (récolté en 2010, publié en 2021) |
|  |                                                                                                  |
|  | RaTG13, 96,1 %, Rhinolophus affinis, Mojiang, Yunnan (récolté en 2013, publié en 2020)           |
|  |                                                                                                  |

|  | RmYN02, 93,3 %, Rhinolophus malayanus, Mengla, Yunnan (récolté en juin 2019, publié en 2020) |
|  |                                                                                              |
|  | RpYN06, 94.4 %, Rhinolophus pusillus, Mengla, Yunnan (récolté en mai 2020, publié en 2021)   |
|  |                                                                                              |

|  | RshSTT182, 92,6 %, Rhinolophus shameli, Stoeng Treng, Cambodge (récolté en 2010, publié en 2021) |
|  |                                                                                                  |
|  | RaTG13, 96,1 %, Rhinolophus affinis, Mojiang, Yunnan (récolté en 2013, publié en 2020)           |
|  |                                                                                                  |

|  | RmYN02, 93,3 %, Rhinolophus malayanus, Mengla, Yunnan (récolté en juin 2019, publié en 2020) |
|  |                                                                                              |
|  | RpYN06, 94.4 %, Rhinolophus pusillus, Mengla, Yunnan (récolté en mai 2020, publié en 2021)   |
|  |                                                                                              |

|  | RshSTT182, 92,6 %, Rhinolophus shameli, Stoeng Treng, Cambodge (récolté en 2010, publié en 2021) |
|  |                                                                                                  |
|  | RaTG13, 96,1 %, Rhinolophus affinis, Mojiang, Yunnan (récolté en 2013, publié en 2020)           |
|  |                                                                                                  |

|  | RmYN02, 93,3 %, Rhinolophus malayanus, Mengla, Yunnan (récolté en juin 2019, publié en 2020) |
|  |                                                                                              |
|  | RpYN06, 94.4 %, Rhinolophus pusillus, Mengla, Yunnan (récolté en mai 2020, publié en 2021)   |
|  |                                                                                              |

|  | RshSTT182, 92,6 %, Rhinolophus shameli, Stoeng Treng, Cambodge (récolté en 2010, publié en 2021) |
|  |                                                                                                  |
|  | RaTG13, 96,1 %, Rhinolophus affinis, Mojiang, Yunnan (récolté en 2013, publié en 2020)           |
|  |                                                                                                  |

|  | RmYN02, 93,3 %, Rhinolophus malayanus, Mengla, Yunnan (récolté en juin 2019, publié en 2020) |
|  |                                                                                              |
|  | RpYN06, 94.4 %, Rhinolophus pusillus, Mengla, Yunnan (récolté en mai 2020, publié en 2021)   |
|  |                                                                                              |

|  | RshSTT182, 92,6 %, Rhinolophus shameli, Stoeng Treng, Cambodge (récolté en 2010, publié en 2021) |
|  |                                                                                                  |
|  | RaTG13, 96,1 %, Rhinolophus affinis, Mojiang, Yunnan (récolté en 2013, publié en 2020)           |
|  |                                                                                                  |

|  | RmYN02, 93,3 %, Rhinolophus malayanus, Mengla, Yunnan (récolté en juin 2019, publié en 2020) |
|  |                                                                                              |
|  | RpYN06, 94.4 %, Rhinolophus pusillus, Mengla, Yunnan (récolté en mai 2020, publié en 2021)   |
|  |                                                                                              |

|  | RshSTT182, 92,6 %, Rhinolophus shameli, Stoeng Treng, Cambodge (récolté en 2010, publié en 2021) |
|  |                                                                                                  |
|  | RaTG13, 96,1 %, Rhinolophus affinis, Mojiang, Yunnan (récolté en 2013, publié en 2020)           |
|  |                                                                                                  |

|  | RmYN02, 93,3 %, Rhinolophus malayanus, Mengla, Yunnan (récolté en juin 2019, publié en 2020) |
|  |                                                                                              |
|  | RpYN06, 94.4 %, Rhinolophus pusillus, Mengla, Yunnan (récolté en mai 2020, publié en 2021)   |
|  |                                                                                              |

|  | RshSTT182, 92,6 %, Rhinolophus shameli, Stoeng Treng, Cambodge (récolté en 2010, publié en 2021) |
|  |                                                                                                  |
|  | RaTG13, 96,1 %, Rhinolophus affinis, Mojiang, Yunnan (récolté en 2013, publié en 2020)           |
|  |                                                                                                  |

|  | RmYN02, 93,3 %, Rhinolophus malayanus, Mengla, Yunnan (récolté en juin 2019, publié en 2020) |
|  |                                                                                              |
|  | RpYN06, 94.4 %, Rhinolophus pusillus, Mengla, Yunnan (récolté en mai 2020, publié en 2021)   |
|  |                                                                                              |

|  | RshSTT182, 92,6 %, Rhinolophus shameli, Stoeng Treng, Cambodge (récolté en 2010, publié en 2021) |
|  |                                                                                                  |
|  | RaTG13, 96,1 %, Rhinolophus affinis, Mojiang, Yunnan (récolté en 2013, publié en 2020)           |
|  |                                                                                                  |

|  | RmYN02, 93,3 %, Rhinolophus malayanus, Mengla, Yunnan (récolté en juin 2019, publié en 2020) |
|  |                                                                                              |
|  | RpYN06, 94.4 %, Rhinolophus pusillus, Mengla, Yunnan (récolté en mai 2020, publié en 2021)   |
|  |                                                                                              |

|  | RshSTT182, 92,6 %, Rhinolophus shameli, Stoeng Treng, Cambodge (récolté en 2010, publié en 2021) |
|  |                                                                                                  |
|  | RaTG13, 96,1 %, Rhinolophus affinis, Mojiang, Yunnan (récolté en 2013, publié en 2020)           |
|  |                                                                                                  |

|  | RmYN02, 93,3 %, Rhinolophus malayanus, Mengla, Yunnan (récolté en juin 2019, publié en 2020) |
|  |                                                                                              |
|  | RpYN06, 94.4 %, Rhinolophus pusillus, Mengla, Yunnan (récolté en mai 2020, publié en 2021)   |
|  |                                                                                              |

|  | RshSTT182, 92,6 %, Rhinolophus shameli, Stoeng Treng, Cambodge (récolté en 2010, publié en 2021) |
|  |                                                                                                  |
|  | RaTG13, 96,1 %, Rhinolophus affinis, Mojiang, Yunnan (récolté en 2013, publié en 2020)           |
|  |                                                                                                  |

|  | RmYN02, 93,3 %, Rhinolophus malayanus, Mengla, Yunnan (récolté en juin 2019, publié en 2020) |
|  |                                                                                              |
|  | RpYN06, 94.4 %, Rhinolophus pusillus, Mengla, Yunnan (récolté en mai 2020, publié en 2021)   |
|  |                                                                                              |

|  | RshSTT182, 92,6 %, Rhinolophus shameli, Stoeng Treng, Cambodge (récolté en 2010, publié en 2021) |
|  |                                                                                                  |
|  | RaTG13, 96,1 %, Rhinolophus affinis, Mojiang, Yunnan (récolté en 2013, publié en 2020)           |
|  |                                                                                                  |

|  | RmYN02, 93,3 %, Rhinolophus malayanus, Mengla, Yunnan (récolté en juin 2019, publié en 2020) |
|  |                                                                                              |
|  | RpYN06, 94.4 %, Rhinolophus pusillus, Mengla, Yunnan (récolté en mai 2020, publié en 2021)   |
|  |                                                                                              |

|  | RshSTT182, 92,6 %, Rhinolophus shameli, Stoeng Treng, Cambodge (récolté en 2010, publié en 2021) |
|  |                                                                                                  |
|  | RaTG13, 96,1 %, Rhinolophus affinis, Mojiang, Yunnan (récolté en 2013, publié en 2020)           |
|  |                                                                                                  |

|  | RmYN02, 93,3 %, Rhinolophus malayanus, Mengla, Yunnan (récolté en juin 2019, publié en 2020) |
|  |                                                                                              |
|  | RpYN06, 94.4 %, Rhinolophus pusillus, Mengla, Yunnan (récolté en mai 2020, publié en 2021)   |
|  |                                                                                              |

|  | RshSTT182, 92,6 %, Rhinolophus shameli, Stoeng Treng, Cambodge (récolté en 2010, publié en 2021) |
|  |                                                                                                  |
|  | RaTG13, 96,1 %, Rhinolophus affinis, Mojiang, Yunnan (récolté en 2013, publié en 2020)           |
|  |                                                                                                  |

|  | RmYN02, 93,3 %, Rhinolophus malayanus, Mengla, Yunnan (récolté en juin 2019, publié en 2020) |
|  |                                                                                              |
|  | RpYN06, 94.4 %, Rhinolophus pusillus, Mengla, Yunnan (récolté en mai 2020, publié en 2021)   |
|  |                                                                                              |

|  | RshSTT182, 92,6 %, Rhinolophus shameli, Stoeng Treng, Cambodge (récolté en 2010, publié en 2021) |
|  |                                                                                                  |
|  | RaTG13, 96,1 %, Rhinolophus affinis, Mojiang, Yunnan (récolté en 2013, publié en 2020)           |
|  |                                                                                                  |

|  | SL-ZXC21, 88 %, Rhinolophus pusillus, Zhoushan, Zhejiang (récolté en 2015, publié en 2018) |
|  |                                                                                            |
|  | SL-ZC45, 88 %, Rhinolophus pusillus, Zhoushan, Zhejiang (récolté en 2017, publié en 2018)  |
|  |                                                                                            |

|  | RmYN02, 93,3 %, Rhinolophus malayanus, Mengla, Yunnan (récolté en juin 2019, publié en 2020) |
|  |                                                                                              |
|  | RpYN06, 94.4 %, Rhinolophus pusillus, Mengla, Yunnan (récolté en mai 2020, publié en 2021)   |
|  |                                                                                              |

|  | RshSTT182, 92,6 %, Rhinolophus shameli, Stoeng Treng, Cambodge (récolté en 2010, publié en 2021) |
|  |                                                                                                  |
|  | RaTG13, 96,1 %, Rhinolophus affinis, Mojiang, Yunnan (récolté en 2013, publié en 2020)           |
|  |                                                                                                  |

|  | RmYN02, 93,3 %, Rhinolophus malayanus, Mengla, Yunnan (récolté en juin 2019, publié en 2020) |
|  |                                                                                              |
|  | RpYN06, 94.4 %, Rhinolophus pusillus, Mengla, Yunnan (récolté en mai 2020, publié en 2021)   |
|  |                                                                                              |

|  | RshSTT182, 92,6 %, Rhinolophus shameli, Stoeng Treng, Cambodge (récolté en 2010, publié en 2021) |
|  |                                                                                                  |
|  | RaTG13, 96,1 %, Rhinolophus affinis, Mojiang, Yunnan (récolté en 2013, publié en 2020)           |
|  |                                                                                                  |

|  | RmYN02, 93,3 %, Rhinolophus malayanus, Mengla, Yunnan (récolté en juin 2019, publié en 2020) |
|  |                                                                                              |
|  | RpYN06, 94.4 %, Rhinolophus pusillus, Mengla, Yunnan (récolté en mai 2020, publié en 2021)   |
|  |                                                                                              |

|  | RshSTT182, 92,6 %, Rhinolophus shameli, Stoeng Treng, Cambodge (récolté en 2010, publié en 2021) |
|  |                                                                                                  |
|  | RaTG13, 96,1 %, Rhinolophus affinis, Mojiang, Yunnan (récolté en 2013, publié en 2020)           |
|  |                                                                                                  |

|  | RmYN02, 93,3 %, Rhinolophus malayanus, Mengla, Yunnan (récolté en juin 2019, publié en 2020) |
|  |                                                                                              |
|  | RpYN06, 94.4 %, Rhinolophus pusillus, Mengla, Yunnan (récolté en mai 2020, publié en 2021)   |
|  |                                                                                              |

|  | RshSTT182, 92,6 %, Rhinolophus shameli, Stoeng Treng, Cambodge (récolté en 2010, publié en 2021) |
|  |                                                                                                  |
|  | RaTG13, 96,1 %, Rhinolophus affinis, Mojiang, Yunnan (récolté en 2013, publié en 2020)           |
|  |                                                                                                  |

|  | RmYN02, 93,3 %, Rhinolophus malayanus, Mengla, Yunnan (récolté en juin 2019, publié en 2020) |
|  |                                                                                              |
|  | RpYN06, 94.4 %, Rhinolophus pusillus, Mengla, Yunnan (récolté en mai 2020, publié en 2021)   |
|  |                                                                                              |

|  | RshSTT182, 92,6 %, Rhinolophus shameli, Stoeng Treng, Cambodge (récolté en 2010, publié en 2021) |
|  |                                                                                                  |
|  | RaTG13, 96,1 %, Rhinolophus affinis, Mojiang, Yunnan (récolté en 2013, publié en 2020)           |
|  |                                                                                                  |

|  | RmYN02, 93,3 %, Rhinolophus malayanus, Mengla, Yunnan (récolté en juin 2019, publié en 2020) |
|  |                                                                                              |
|  | RpYN06, 94.4 %, Rhinolophus pusillus, Mengla, Yunnan (récolté en mai 2020, publié en 2021)   |
|  |                                                                                              |

|  | RshSTT182, 92,6 %, Rhinolophus shameli, Stoeng Treng, Cambodge (récolté en 2010, publié en 2021) |
|  |                                                                                                  |
|  | RaTG13, 96,1 %, Rhinolophus affinis, Mojiang, Yunnan (récolté en 2013, publié en 2020)           |
|  |                                                                                                  |

|  | RmYN02, 93,3 %, Rhinolophus malayanus, Mengla, Yunnan (récolté en juin 2019, publié en 2020) |
|  |                                                                                              |
|  | RpYN06, 94.4 %, Rhinolophus pusillus, Mengla, Yunnan (récolté en mai 2020, publié en 2021)   |
|  |                                                                                              |

|  | RshSTT182, 92,6 %, Rhinolophus shameli, Stoeng Treng, Cambodge (récolté en 2010, publié en 2021) |
|  |                                                                                                  |
|  | RaTG13, 96,1 %, Rhinolophus affinis, Mojiang, Yunnan (récolté en 2013, publié en 2020)           |
|  |                                                                                                  |

|  | RmYN02, 93,3 %, Rhinolophus malayanus, Mengla, Yunnan (récolté en juin 2019, publié en 2020) |
|  |                                                                                              |
|  | RpYN06, 94.4 %, Rhinolophus pusillus, Mengla, Yunnan (récolté en mai 2020, publié en 2021)   |
|  |                                                                                              |

|  | RshSTT182, 92,6 %, Rhinolophus shameli, Stoeng Treng, Cambodge (récolté en 2010, publié en 2021) |
|  |                                                                                                  |
|  | RaTG13, 96,1 %, Rhinolophus affinis, Mojiang, Yunnan (récolté en 2013, publié en 2020)           |
|  |                                                                                                  |

|  | RmYN02, 93,3 %, Rhinolophus malayanus, Mengla, Yunnan (récolté en juin 2019, publié en 2020) |
|  |                                                                                              |
|  | RpYN06, 94.4 %, Rhinolophus pusillus, Mengla, Yunnan (récolté en mai 2020, publié en 2021)   |
|  |                                                                                              |

|  | RshSTT182, 92,6 %, Rhinolophus shameli, Stoeng Treng, Cambodge (récolté en 2010, publié en 2021) |
|  |                                                                                                  |
|  | RaTG13, 96,1 %, Rhinolophus affinis, Mojiang, Yunnan (récolté en 2013, publié en 2020)           |
|  |                                                                                                  |

|  | RmYN02, 93,3 %, Rhinolophus malayanus, Mengla, Yunnan (récolté en juin 2019, publié en 2020) |
|  |                                                                                              |
|  | RpYN06, 94.4 %, Rhinolophus pusillus, Mengla, Yunnan (récolté en mai 2020, publié en 2021)   |
|  |                                                                                              |

|  | RshSTT182, 92,6 %, Rhinolophus shameli, Stoeng Treng, Cambodge (récolté en 2010, publié en 2021) |
|  |                                                                                                  |
|  | RaTG13, 96,1 %, Rhinolophus affinis, Mojiang, Yunnan (récolté en 2013, publié en 2020)           |
|  |                                                                                                  |

|  | RmYN02, 93,3 %, Rhinolophus malayanus, Mengla, Yunnan (récolté en juin 2019, publié en 2020) |
|  |                                                                                              |
|  | RpYN06, 94.4 %, Rhinolophus pusillus, Mengla, Yunnan (récolté en mai 2020, publié en 2021)   |
|  |                                                                                              |

|  | RshSTT182, 92,6 %, Rhinolophus shameli, Stoeng Treng, Cambodge (récolté en 2010, publié en 2021) |
|  |                                                                                                  |
|  | RaTG13, 96,1 %, Rhinolophus affinis, Mojiang, Yunnan (récolté en 2013, publié en 2020)           |
|  |                                                                                                  |

|  | RmYN02, 93,3 %, Rhinolophus malayanus, Mengla, Yunnan (récolté en juin 2019, publié en 2020) |
|  |                                                                                              |
|  | RpYN06, 94.4 %, Rhinolophus pusillus, Mengla, Yunnan (récolté en mai 2020, publié en 2021)   |
|  |                                                                                              |

|  | RshSTT182, 92,6 %, Rhinolophus shameli, Stoeng Treng, Cambodge (récolté en 2010, publié en 2021) |
|  |                                                                                                  |
|  | RaTG13, 96,1 %, Rhinolophus affinis, Mojiang, Yunnan (récolté en 2013, publié en 2020)           |
|  |                                                                                                  |

|  | RmYN02, 93,3 %, Rhinolophus malayanus, Mengla, Yunnan (récolté en juin 2019, publié en 2020) |
|  |                                                                                              |
|  | RpYN06, 94.4 %, Rhinolophus pusillus, Mengla, Yunnan (récolté en mai 2020, publié en 2021)   |
|  |                                                                                              |

|  | RshSTT182, 92,6 %, Rhinolophus shameli, Stoeng Treng, Cambodge (récolté en 2010, publié en 2021) |
|  |                                                                                                  |
|  | RaTG13, 96,1 %, Rhinolophus affinis, Mojiang, Yunnan (récolté en 2013, publié en 2020)           |
|  |                                                                                                  |

|  | RmYN02, 93,3 %, Rhinolophus malayanus, Mengla, Yunnan (récolté en juin 2019, publié en 2020) |
|  |                                                                                              |
|  | RpYN06, 94.4 %, Rhinolophus pusillus, Mengla, Yunnan (récolté en mai 2020, publié en 2021)   |
|  |                                                                                              |

|  | RshSTT182, 92,6 %, Rhinolophus shameli, Stoeng Treng, Cambodge (récolté en 2010, publié en 2021) |
|  |                                                                                                  |
|  | RaTG13, 96,1 %, Rhinolophus affinis, Mojiang, Yunnan (récolté en 2013, publié en 2020)           |
|  |                                                                                                  |

|  | RmYN02, 93,3 %, Rhinolophus malayanus, Mengla, Yunnan (récolté en juin 2019, publié en 2020) |
|  |                                                                                              |
|  | RpYN06, 94.4 %, Rhinolophus pusillus, Mengla, Yunnan (récolté en mai 2020, publié en 2021)   |
|  |                                                                                              |

|  | RshSTT182, 92,6 %, Rhinolophus shameli, Stoeng Treng, Cambodge (récolté en 2010, publié en 2021) |
|  |                                                                                                  |
|  | RaTG13, 96,1 %, Rhinolophus affinis, Mojiang, Yunnan (récolté en 2013, publié en 2020)           |
|  |                                                                                                  |

|  | RmYN02, 93,3 %, Rhinolophus malayanus, Mengla, Yunnan (récolté en juin 2019, publié en 2020) |
|  |                                                                                              |
|  | RpYN06, 94.4 %, Rhinolophus pusillus, Mengla, Yunnan (récolté en mai 2020, publié en 2021)   |
|  |                                                                                              |

|  | RshSTT182, 92,6 %, Rhinolophus shameli, Stoeng Treng, Cambodge (récolté en 2010, publié en 2021) |
|  |                                                                                                  |
|  | RaTG13, 96,1 %, Rhinolophus affinis, Mojiang, Yunnan (récolté en 2013, publié en 2020)           |
|  |                                                                                                  |

|  | RmYN02, 93,3 %, Rhinolophus malayanus, Mengla, Yunnan (récolté en juin 2019, publié en 2020) |
|  |                                                                                              |
|  | RpYN06, 94.4 %, Rhinolophus pusillus, Mengla, Yunnan (récolté en mai 2020, publié en 2021)   |
|  |                                                                                              |

|  | RshSTT182, 92,6 %, Rhinolophus shameli, Stoeng Treng, Cambodge (récolté en 2010, publié en 2021) |
|  |                                                                                                  |
|  | RaTG13, 96,1 %, Rhinolophus affinis, Mojiang, Yunnan (récolté en 2013, publié en 2020)           |
|  |                                                                                                  |

|  | RmYN02, 93,3 %, Rhinolophus malayanus, Mengla, Yunnan (récolté en juin 2019, publié en 2020) |
|  |                                                                                              |
|  | RpYN06, 94.4 %, Rhinolophus pusillus, Mengla, Yunnan (récolté en mai 2020, publié en 2021)   |
|  |                                                                                              |

|  | RshSTT182, 92,6 %, Rhinolophus shameli, Stoeng Treng, Cambodge (récolté en 2010, publié en 2021) |
|  |                                                                                                  |
|  | RaTG13, 96,1 %, Rhinolophus affinis, Mojiang, Yunnan (récolté en 2013, publié en 2020)           |
|  |                                                                                                  |

|  | RmYN02, 93,3 %, Rhinolophus malayanus, Mengla, Yunnan (récolté en juin 2019, publié en 2020) |
|  |                                                                                              |
|  | RpYN06, 94.4 %, Rhinolophus pusillus, Mengla, Yunnan (récolté en mai 2020, publié en 2021)   |
|  |                                                                                              |

|  | RshSTT182, 92,6 %, Rhinolophus shameli, Stoeng Treng, Cambodge (récolté en 2010, publié en 2021) |
|  |                                                                                                  |
|  | RaTG13, 96,1 %, Rhinolophus affinis, Mojiang, Yunnan (récolté en 2013, publié en 2020)           |
|  |                                                                                                  |

|  | RmYN02, 93,3 %, Rhinolophus malayanus, Mengla, Yunnan (récolté en juin 2019, publié en 2020) |
|  |                                                                                              |
|  | RpYN06, 94.4 %, Rhinolophus pusillus, Mengla, Yunnan (récolté en mai 2020, publié en 2021)   |
|  |                                                                                              |

|  | RshSTT182, 92,6 %, Rhinolophus shameli, Stoeng Treng, Cambodge (récolté en 2010, publié en 2021) |
|  |                                                                                                  |
|  | RaTG13, 96,1 %, Rhinolophus affinis, Mojiang, Yunnan (récolté en 2013, publié en 2020)           |
|  |                                                                                                  |

|  | RmYN02, 93,3 %, Rhinolophus malayanus, Mengla, Yunnan (récolté en juin 2019, publié en 2020) |
|  |                                                                                              |
|  | RpYN06, 94.4 %, Rhinolophus pusillus, Mengla, Yunnan (récolté en mai 2020, publié en 2021)   |
|  |                                                                                              |

|  | RshSTT182, 92,6 %, Rhinolophus shameli, Stoeng Treng, Cambodge (récolté en 2010, publié en 2021) |
|  |                                                                                                  |
|  | RaTG13, 96,1 %, Rhinolophus affinis, Mojiang, Yunnan (récolté en 2013, publié en 2020)           |
|  |                                                                                                  |

|  | RmYN02, 93,3 %, Rhinolophus malayanus, Mengla, Yunnan (récolté en juin 2019, publié en 2020) |
|  |                                                                                              |
|  | RpYN06, 94.4 %, Rhinolophus pusillus, Mengla, Yunnan (récolté en mai 2020, publié en 2021)   |
|  |                                                                                              |

|  | RshSTT182, 92,6 %, Rhinolophus shameli, Stoeng Treng, Cambodge (récolté en 2010, publié en 2021) |
|  |                                                                                                  |
|  | RaTG13, 96,1 %, Rhinolophus affinis, Mojiang, Yunnan (récolté en 2013, publié en 2020)           |
|  |                                                                                                  |

|  | RmYN02, 93,3 %, Rhinolophus malayanus, Mengla, Yunnan (récolté en juin 2019, publié en 2020) |
|  |                                                                                              |
|  | RpYN06, 94.4 %, Rhinolophus pusillus, Mengla, Yunnan (récolté en mai 2020, publié en 2021)   |
|  |                                                                                              |

|  | RshSTT182, 92,6 %, Rhinolophus shameli, Stoeng Treng, Cambodge (récolté en 2010, publié en 2021) |
|  |                                                                                                  |
|  | RaTG13, 96,1 %, Rhinolophus affinis, Mojiang, Yunnan (récolté en 2013, publié en 2020)           |
|  |                                                                                                  |

|  | RmYN02, 93,3 %, Rhinolophus malayanus, Mengla, Yunnan (récolté en juin 2019, publié en 2020) |
|  |                                                                                              |
|  | RpYN06, 94.4 %, Rhinolophus pusillus, Mengla, Yunnan (récolté en mai 2020, publié en 2021)   |
|  |                                                                                              |

|  | RshSTT182, 92,6 %, Rhinolophus shameli, Stoeng Treng, Cambodge (récolté en 2010, publié en 2021) |
|  |                                                                                                  |
|  | RaTG13, 96,1 %, Rhinolophus affinis, Mojiang, Yunnan (récolté en 2013, publié en 2020)           |
|  |                                                                                                  |

|  | RmYN02, 93,3 %, Rhinolophus malayanus, Mengla, Yunnan (récolté en juin 2019, publié en 2020) |
|  |                                                                                              |
|  | RpYN06, 94.4 %, Rhinolophus pusillus, Mengla, Yunnan (récolté en mai 2020, publié en 2021)   |
|  |                                                                                              |

|  | RshSTT182, 92,6 %, Rhinolophus shameli, Stoeng Treng, Cambodge (récolté en 2010, publié en 2021) |
|  |                                                                                                  |
|  | RaTG13, 96,1 %, Rhinolophus affinis, Mojiang, Yunnan (récolté en 2013, publié en 2020)           |
|  |                                                                                                  |

|  | RmYN02, 93,3 %, Rhinolophus malayanus, Mengla, Yunnan (récolté en juin 2019, publié en 2020) |
|  |                                                                                              |
|  | RpYN06, 94.4 %, Rhinolophus pusillus, Mengla, Yunnan (récolté en mai 2020, publié en 2021)   |
|  |                                                                                              |

|  | RshSTT182, 92,6 %, Rhinolophus shameli, Stoeng Treng, Cambodge (récolté en 2010, publié en 2021) |
|  |                                                                                                  |
|  | RaTG13, 96,1 %, Rhinolophus affinis, Mojiang, Yunnan (récolté en 2013, publié en 2020)           |
|  |                                                                                                  |

|  | RmYN02, 93,3 %, Rhinolophus malayanus, Mengla, Yunnan (récolté en juin 2019, publié en 2020) |
|  |                                                                                              |
|  | RpYN06, 94.4 %, Rhinolophus pusillus, Mengla, Yunnan (récolté en mai 2020, publié en 2021)   |
|  |                                                                                              |

|  | RshSTT182, 92,6 %, Rhinolophus shameli, Stoeng Treng, Cambodge (récolté en 2010, publié en 2021) |
|  |                                                                                                  |
|  | RaTG13, 96,1 %, Rhinolophus affinis, Mojiang, Yunnan (récolté en 2013, publié en 2020)           |
|  |                                                                                                  |

|  | RmYN02, 93,3 %, Rhinolophus malayanus, Mengla, Yunnan (récolté en juin 2019, publié en 2020) |
|  |                                                                                              |
|  | RpYN06, 94.4 %, Rhinolophus pusillus, Mengla, Yunnan (récolté en mai 2020, publié en 2021)   |
|  |                                                                                              |

|  | RshSTT182, 92,6 %, Rhinolophus shameli, Stoeng Treng, Cambodge (récolté en 2010, publié en 2021) |
|  |                                                                                                  |
|  | RaTG13, 96,1 %, Rhinolophus affinis, Mojiang, Yunnan (récolté en 2013, publié en 2020)           |
|  |                                                                                                  |

|  | RmYN02, 93,3 %, Rhinolophus malayanus, Mengla, Yunnan (récolté en juin 2019, publié en 2020) |
|  |                                                                                              |
|  | RpYN06, 94.4 %, Rhinolophus pusillus, Mengla, Yunnan (récolté en mai 2020, publié en 2021)   |
|  |                                                                                              |

|  | RshSTT182, 92,6 %, Rhinolophus shameli, Stoeng Treng, Cambodge (récolté en 2010, publié en 2021) |
|  |                                                                                                  |
|  | RaTG13, 96,1 %, Rhinolophus affinis, Mojiang, Yunnan (récolté en 2013, publié en 2020)           |
|  |                                                                                                  |

|  | RmYN02, 93,3 %, Rhinolophus malayanus, Mengla, Yunnan (récolté en juin 2019, publié en 2020) |
|  |                                                                                              |
|  | RpYN06, 94.4 %, Rhinolophus pusillus, Mengla, Yunnan (récolté en mai 2020, publié en 2021)   |
|  |                                                                                              |

|  | RshSTT182, 92,6 %, Rhinolophus shameli, Stoeng Treng, Cambodge (récolté en 2010, publié en 2021) |
|  |                                                                                                  |
|  | RaTG13, 96,1 %, Rhinolophus affinis, Mojiang, Yunnan (récolté en 2013, publié en 2020)           |
|  |                                                                                                  |

|  | RmYN02, 93,3 %, Rhinolophus malayanus, Mengla, Yunnan (récolté en juin 2019, publié en 2020) |
|  |                                                                                              |
|  | RpYN06, 94.4 %, Rhinolophus pusillus, Mengla, Yunnan (récolté en mai 2020, publié en 2021)   |
|  |                                                                                              |

|  | RshSTT182, 92,6 %, Rhinolophus shameli, Stoeng Treng, Cambodge (récolté en 2010, publié en 2021) |
|  |                                                                                                  |
|  | RaTG13, 96,1 %, Rhinolophus affinis, Mojiang, Yunnan (récolté en 2013, publié en 2020)           |
|  |                                                                                                  |

|  | RmYN02, 93,3 %, Rhinolophus malayanus, Mengla, Yunnan (récolté en juin 2019, publié en 2020) |
|  |                                                                                              |
|  | RpYN06, 94.4 %, Rhinolophus pusillus, Mengla, Yunnan (récolté en mai 2020, publié en 2021)   |
|  |                                                                                              |

|  | RshSTT182, 92,6 %, Rhinolophus shameli, Stoeng Treng, Cambodge (récolté en 2010, publié en 2021) |
|  |                                                                                                  |
|  | RaTG13, 96,1 %, Rhinolophus affinis, Mojiang, Yunnan (récolté en 2013, publié en 2020)           |
|  |                                                                                                  |

|  | RmYN02, 93,3 %, Rhinolophus malayanus, Mengla, Yunnan (récolté en juin 2019, publié en 2020) |
|  |                                                                                              |
|  | RpYN06, 94.4 %, Rhinolophus pusillus, Mengla, Yunnan (récolté en mai 2020, publié en 2021)   |
|  |                                                                                              |

|  | RshSTT182, 92,6 %, Rhinolophus shameli, Stoeng Treng, Cambodge (récolté en 2010, publié en 2021) |
|  |                                                                                                  |
|  | RaTG13, 96,1 %, Rhinolophus affinis, Mojiang, Yunnan (récolté en 2013, publié en 2020)           |
|  |                                                                                                  |

|  | RmYN02, 93,3 %, Rhinolophus malayanus, Mengla, Yunnan (récolté en juin 2019, publié en 2020) |
|  |                                                                                              |
|  | RpYN06, 94.4 %, Rhinolophus pusillus, Mengla, Yunnan (récolté en mai 2020, publié en 2021)   |
|  |                                                                                              |

|  | RshSTT182, 92,6 %, Rhinolophus shameli, Stoeng Treng, Cambodge (récolté en 2010, publié en 2021) |
|  |                                                                                                  |
|  | RaTG13, 96,1 %, Rhinolophus affinis, Mojiang, Yunnan (récolté en 2013, publié en 2020)           |
|  |                                                                                                  |

|  | RmYN02, 93,3 %, Rhinolophus malayanus, Mengla, Yunnan (récolté en juin 2019, publié en 2020) |
|  |                                                                                              |
|  | RpYN06, 94.4 %, Rhinolophus pusillus, Mengla, Yunnan (récolté en mai 2020, publié en 2021)   |
|  |                                                                                              |

|  | RshSTT182, 92,6 %, Rhinolophus shameli, Stoeng Treng, Cambodge (récolté en 2010, publié en 2021) |
|  |                                                                                                  |
|  | RaTG13, 96,1 %, Rhinolophus affinis, Mojiang, Yunnan (récolté en 2013, publié en 2020)           |
|  |                                                                                                  |

|  | RmYN02, 93,3 %, Rhinolophus malayanus, Mengla, Yunnan (récolté en juin 2019, publié en 2020) |
|  |                                                                                              |
|  | RpYN06, 94.4 %, Rhinolophus pusillus, Mengla, Yunnan (récolté en mai 2020, publié en 2021)   |
|  |                                                                                              |

|  | RshSTT182, 92,6 %, Rhinolophus shameli, Stoeng Treng, Cambodge (récolté en 2010, publié en 2021) |
|  |                                                                                                  |
|  | RaTG13, 96,1 %, Rhinolophus affinis, Mojiang, Yunnan (récolté en 2013, publié en 2020)           |
|  |                                                                                                  |

|  | RmYN02, 93,3 %, Rhinolophus malayanus, Mengla, Yunnan (récolté en juin 2019, publié en 2020) |
|  |                                                                                              |
|  | RpYN06, 94.4 %, Rhinolophus pusillus, Mengla, Yunnan (récolté en mai 2020, publié en 2021)   |
|  |                                                                                              |

|  | RshSTT182, 92,6 %, Rhinolophus shameli, Stoeng Treng, Cambodge (récolté en 2010, publié en 2021) |
|  |                                                                                                  |
|  | RaTG13, 96,1 %, Rhinolophus affinis, Mojiang, Yunnan (récolté en 2013, publié en 2020)           |
|  |                                                                                                  |

|  | RmYN02, 93,3 %, Rhinolophus malayanus, Mengla, Yunnan (récolté en juin 2019, publié en 2020) |
|  |                                                                                              |
|  | RpYN06, 94.4 %, Rhinolophus pusillus, Mengla, Yunnan (récolté en mai 2020, publié en 2021)   |
|  |                                                                                              |

|  | RshSTT182, 92,6 %, Rhinolophus shameli, Stoeng Treng, Cambodge (récolté en 2010, publié en 2021) |
|  |                                                                                                  |
|  | RaTG13, 96,1 %, Rhinolophus affinis, Mojiang, Yunnan (récolté en 2013, publié en 2020)           |
|  |                                                                                                  |

|  | RmYN02, 93,3 %, Rhinolophus malayanus, Mengla, Yunnan (récolté en juin 2019, publié en 2020) |
|  |                                                                                              |
|  | RpYN06, 94.4 %, Rhinolophus pusillus, Mengla, Yunnan (récolté en mai 2020, publié en 2021)   |
|  |                                                                                              |

|  | RshSTT182, 92,6 %, Rhinolophus shameli, Stoeng Treng, Cambodge (récolté en 2010, publié en 2021) |
|  |                                                                                                  |
|  | RaTG13, 96,1 %, Rhinolophus affinis, Mojiang, Yunnan (récolté en 2013, publié en 2020)           |
|  |                                                                                                  |

|  | RmYN02, 93,3 %, Rhinolophus malayanus, Mengla, Yunnan (récolté en juin 2019, publié en 2020) |
|  |                                                                                              |
|  | RpYN06, 94.4 %, Rhinolophus pusillus, Mengla, Yunnan (récolté en mai 2020, publié en 2021)   |
|  |                                                                                              |

|  | RshSTT182, 92,6 %, Rhinolophus shameli, Stoeng Treng, Cambodge (récolté en 2010, publié en 2021) |
|  |                                                                                                  |
|  | RaTG13, 96,1 %, Rhinolophus affinis, Mojiang, Yunnan (récolté en 2013, publié en 2020)           |
|  |                                                                                                  |

|  | RmYN02, 93,3 %, Rhinolophus malayanus, Mengla, Yunnan (récolté en juin 2019, publié en 2020) |
|  |                                                                                              |
|  | RpYN06, 94.4 %, Rhinolophus pusillus, Mengla, Yunnan (récolté en mai 2020, publié en 2021)   |
|  |                                                                                              |

|  | RshSTT182, 92,6 %, Rhinolophus shameli, Stoeng Treng, Cambodge (récolté en 2010, publié en 2021) |
|  |                                                                                                  |
|  | RaTG13, 96,1 %, Rhinolophus affinis, Mojiang, Yunnan (récolté en 2013, publié en 2020)           |
|  |                                                                                                  |

|  | RmYN02, 93,3 %, Rhinolophus malayanus, Mengla, Yunnan (récolté en juin 2019, publié en 2020) |
|  |                                                                                              |
|  | RpYN06, 94.4 %, Rhinolophus pusillus, Mengla, Yunnan (récolté en mai 2020, publié en 2021)   |
|  |                                                                                              |

|  | RshSTT182, 92,6 %, Rhinolophus shameli, Stoeng Treng, Cambodge (récolté en 2010, publié en 2021) |
|  |                                                                                                  |
|  | RaTG13, 96,1 %, Rhinolophus affinis, Mojiang, Yunnan (récolté en 2013, publié en 2020)           |
|  |                                                                                                  |

|  | RmYN02, 93,3 %, Rhinolophus malayanus, Mengla, Yunnan (récolté en juin 2019, publié en 2020) |
|  |                                                                                              |
|  | RpYN06, 94.4 %, Rhinolophus pusillus, Mengla, Yunnan (récolté en mai 2020, publié en 2021)   |
|  |                                                                                              |

|  | RshSTT182, 92,6 %, Rhinolophus shameli, Stoeng Treng, Cambodge (récolté en 2010, publié en 2021) |
|  |                                                                                                  |
|  | RaTG13, 96,1 %, Rhinolophus affinis, Mojiang, Yunnan (récolté en 2013, publié en 2020)           |
|  |                                                                                                  |

|  | RmYN02, 93,3 %, Rhinolophus malayanus, Mengla, Yunnan (récolté en juin 2019, publié en 2020) |
|  |                                                                                              |
|  | RpYN06, 94.4 %, Rhinolophus pusillus, Mengla, Yunnan (récolté en mai 2020, publié en 2021)   |
|  |                                                                                              |

|  | RshSTT182, 92,6 %, Rhinolophus shameli, Stoeng Treng, Cambodge (récolté en 2010, publié en 2021) |
|  |                                                                                                  |
|  | RaTG13, 96,1 %, Rhinolophus affinis, Mojiang, Yunnan (récolté en 2013, publié en 2020)           |
|  |                                                                                                  |

|  | RmYN02, 93,3 %, Rhinolophus malayanus, Mengla, Yunnan (récolté en juin 2019, publié en 2020) |
|  |                                                                                              |
|  | RpYN06, 94.4 %, Rhinolophus pusillus, Mengla, Yunnan (récolté en mai 2020, publié en 2021)   |
|  |                                                                                              |

|  | RshSTT182, 92,6 %, Rhinolophus shameli, Stoeng Treng, Cambodge (récolté en 2010, publié en 2021) |
|  |                                                                                                  |
|  | RaTG13, 96,1 %, Rhinolophus affinis, Mojiang, Yunnan (récolté en 2013, publié en 2020)           |
|  |                                                                                                  |

|  | RmYN02, 93,3 %, Rhinolophus malayanus, Mengla, Yunnan (récolté en juin 2019, publié en 2020) |
|  |                                                                                              |
|  | RpYN06, 94.4 %, Rhinolophus pusillus, Mengla, Yunnan (récolté en mai 2020, publié en 2021)   |
|  |                                                                                              |

|  | RshSTT182, 92,6 %, Rhinolophus shameli, Stoeng Treng, Cambodge (récolté en 2010, publié en 2021) |
|  |                                                                                                  |
|  | RaTG13, 96,1 %, Rhinolophus affinis, Mojiang, Yunnan (récolté en 2013, publié en 2020)           |
|  |                                                                                                  |

|  | RmYN02, 93,3 %, Rhinolophus malayanus, Mengla, Yunnan (récolté en juin 2019, publié en 2020) |
|  |                                                                                              |
|  | RpYN06, 94.4 %, Rhinolophus pusillus, Mengla, Yunnan (récolté en mai 2020, publié en 2021)   |
|  |                                                                                              |

|  | RshSTT182, 92,6 %, Rhinolophus shameli, Stoeng Treng, Cambodge (récolté en 2010, publié en 2021) |
|  |                                                                                                  |
|  | RaTG13, 96,1 %, Rhinolophus affinis, Mojiang, Yunnan (récolté en 2013, publié en 2020)           |
|  |                                                                                                  |

|  | RmYN02, 93,3 %, Rhinolophus malayanus, Mengla, Yunnan (récolté en juin 2019, publié en 2020) |
|  |                                                                                              |
|  | RpYN06, 94.4 %, Rhinolophus pusillus, Mengla, Yunnan (récolté en mai 2020, publié en 2021)   |
|  |                                                                                              |

|  | RshSTT182, 92,6 %, Rhinolophus shameli, Stoeng Treng, Cambodge (récolté en 2010, publié en 2021) |
|  |                                                                                                  |
|  | RaTG13, 96,1 %, Rhinolophus affinis, Mojiang, Yunnan (récolté en 2013, publié en 2020)           |
|  |                                                                                                  |

|  | RmYN02, 93,3 %, Rhinolophus malayanus, Mengla, Yunnan (récolté en juin 2019, publié en 2020) |
|  |                                                                                              |
|  | RpYN06, 94.4 %, Rhinolophus pusillus, Mengla, Yunnan (récolté en mai 2020, publié en 2021)   |
|  |                                                                                              |

|  | RshSTT182, 92,6 %, Rhinolophus shameli, Stoeng Treng, Cambodge (récolté en 2010, publié en 2021) |
|  |                                                                                                  |
|  | RaTG13, 96,1 %, Rhinolophus affinis, Mojiang, Yunnan (récolté en 2013, publié en 2020)           |
|  |                                                                                                  |

|  | RmYN02, 93,3 %, Rhinolophus malayanus, Mengla, Yunnan (récolté en juin 2019, publié en 2020) |
|  |                                                                                              |
|  | RpYN06, 94.4 %, Rhinolophus pusillus, Mengla, Yunnan (récolté en mai 2020, publié en 2021)   |
|  |                                                                                              |

|  | RshSTT182, 92,6 %, Rhinolophus shameli, Stoeng Treng, Cambodge (récolté en 2010, publié en 2021) |
|  |                                                                                                  |
|  | RaTG13, 96,1 %, Rhinolophus affinis, Mojiang, Yunnan (récolté en 2013, publié en 2020)           |
|  |                                                                                                  |

|  | RmYN02, 93,3 %, Rhinolophus malayanus, Mengla, Yunnan (récolté en juin 2019, publié en 2020) |
|  |                                                                                              |
|  | RpYN06, 94.4 %, Rhinolophus pusillus, Mengla, Yunnan (récolté en mai 2020, publié en 2021)   |
|  |                                                                                              |

|  | RshSTT182, 92,6 %, Rhinolophus shameli, Stoeng Treng, Cambodge (récolté en 2010, publié en 2021) |
|  |                                                                                                  |
|  | RaTG13, 96,1 %, Rhinolophus affinis, Mojiang, Yunnan (récolté en 2013, publié en 2020)           |
|  |                                                                                                  |

|  | RmYN02, 93,3 %, Rhinolophus malayanus, Mengla, Yunnan (récolté en juin 2019, publié en 2020) |
|  |                                                                                              |
|  | RpYN06, 94.4 %, Rhinolophus pusillus, Mengla, Yunnan (récolté en mai 2020, publié en 2021)   |
|  |                                                                                              |

|  | RshSTT182, 92,6 %, Rhinolophus shameli, Stoeng Treng, Cambodge (récolté en 2010, publié en 2021) |
|  |                                                                                                  |
|  | RaTG13, 96,1 %, Rhinolophus affinis, Mojiang, Yunnan (récolté en 2013, publié en 2020)           |
|  |                                                                                                  |

|  | RmYN02, 93,3 %, Rhinolophus malayanus, Mengla, Yunnan (récolté en juin 2019, publié en 2020) |
|  |                                                                                              |
|  | RpYN06, 94.4 %, Rhinolophus pusillus, Mengla, Yunnan (récolté en mai 2020, publié en 2021)   |
|  |                                                                                              |

|  | RshSTT182, 92,6 %, Rhinolophus shameli, Stoeng Treng, Cambodge (récolté en 2010, publié en 2021) |
|  |                                                                                                  |
|  | RaTG13, 96,1 %, Rhinolophus affinis, Mojiang, Yunnan (récolté en 2013, publié en 2020)           |
|  |                                                                                                  |

|  | RmYN02, 93,3 %, Rhinolophus malayanus, Mengla, Yunnan (récolté en juin 2019, publié en 2020) |
|  |                                                                                              |
|  | RpYN06, 94.4 %, Rhinolophus pusillus, Mengla, Yunnan (récolté en mai 2020, publié en 2021)   |
|  |                                                                                              |

|  | RshSTT182, 92,6 %, Rhinolophus shameli, Stoeng Treng, Cambodge (récolté en 2010, publié en 2021) |
|  |                                                                                                  |
|  | RaTG13, 96,1 %, Rhinolophus affinis, Mojiang, Yunnan (récolté en 2013, publié en 2020)           |
|  |                                                                                                  |

|  | RmYN02, 93,3 %, Rhinolophus malayanus, Mengla, Yunnan (récolté en juin 2019, publié en 2020) |
|  |                                                                                              |
|  | RpYN06, 94.4 %, Rhinolophus pusillus, Mengla, Yunnan (récolté en mai 2020, publié en 2021)   |
|  |                                                                                              |

|  | RshSTT182, 92,6 %, Rhinolophus shameli, Stoeng Treng, Cambodge (récolté en 2010, publié en 2021) |
|  |                                                                                                  |
|  | RaTG13, 96,1 %, Rhinolophus affinis, Mojiang, Yunnan (récolté en 2013, publié en 2020)           |
|  |                                                                                                  |

|  | RmYN02, 93,3 %, Rhinolophus malayanus, Mengla, Yunnan (récolté en juin 2019, publié en 2020) |
|  |                                                                                              |
|  | RpYN06, 94.4 %, Rhinolophus pusillus, Mengla, Yunnan (récolté en mai 2020, publié en 2021)   |
|  |                                                                                              |

|  | RshSTT182, 92,6 %, Rhinolophus shameli, Stoeng Treng, Cambodge (récolté en 2010, publié en 2021) |
|  |                                                                                                  |
|  | RaTG13, 96,1 %, Rhinolophus affinis, Mojiang, Yunnan (récolté en 2013, publié en 2020)           |
|  |                                                                                                  |

|  | RmYN02, 93,3 %, Rhinolophus malayanus, Mengla, Yunnan (récolté en juin 2019, publié en 2020) |
|  |                                                                                              |
|  | RpYN06, 94.4 %, Rhinolophus pusillus, Mengla, Yunnan (récolté en mai 2020, publié en 2021)   |
|  |                                                                                              |

|  | RshSTT182, 92,6 %, Rhinolophus shameli, Stoeng Treng, Cambodge (récolté en 2010, publié en 2021) |
|  |                                                                                                  |
|  | RaTG13, 96,1 %, Rhinolophus affinis, Mojiang, Yunnan (récolté en 2013, publié en 2020)           |
|  |                                                                                                  |

|  | RmYN02, 93,3 %, Rhinolophus malayanus, Mengla, Yunnan (récolté en juin 2019, publié en 2020) |
|  |                                                                                              |
|  | RpYN06, 94.4 %, Rhinolophus pusillus, Mengla, Yunnan (récolté en mai 2020, publié en 2021)   |
|  |                                                                                              |

|  | RshSTT182, 92,6 %, Rhinolophus shameli, Stoeng Treng, Cambodge (récolté en 2010, publié en 2021) |
|  |                                                                                                  |
|  | RaTG13, 96,1 %, Rhinolophus affinis, Mojiang, Yunnan (récolté en 2013, publié en 2020)           |
|  |                                                                                                  |

|  | RmYN02, 93,3 %, Rhinolophus malayanus, Mengla, Yunnan (récolté en juin 2019, publié en 2020) |
|  |                                                                                              |
|  | RpYN06, 94.4 %, Rhinolophus pusillus, Mengla, Yunnan (récolté en mai 2020, publié en 2021)   |
|  |                                                                                              |

|  | RshSTT182, 92,6 %, Rhinolophus shameli, Stoeng Treng, Cambodge (récolté en 2010, publié en 2021) |
|  |                                                                                                  |
|  | RaTG13, 96,1 %, Rhinolophus affinis, Mojiang, Yunnan (récolté en 2013, publié en 2020)           |
|  |                                                                                                  |

|  | RmYN02, 93,3 %, Rhinolophus malayanus, Mengla, Yunnan (récolté en juin 2019, publié en 2020) |
|  |                                                                                              |
|  | RpYN06, 94.4 %, Rhinolophus pusillus, Mengla, Yunnan (récolté en mai 2020, publié en 2021)   |
|  |                                                                                              |

|  | RshSTT182, 92,6 %, Rhinolophus shameli, Stoeng Treng, Cambodge (récolté en 2010, publié en 2021) |
|  |                                                                                                  |
|  | RaTG13, 96,1 %, Rhinolophus affinis, Mojiang, Yunnan (récolté en 2013, publié en 2020)           |
|  |                                                                                                  |

|  | RmYN02, 93,3 %, Rhinolophus malayanus, Mengla, Yunnan (récolté en juin 2019, publié en 2020) |
|  |                                                                                              |
|  | RpYN06, 94.4 %, Rhinolophus pusillus, Mengla, Yunnan (récolté en mai 2020, publié en 2021)   |
|  |                                                                                              |

|  | RshSTT182, 92,6 %, Rhinolophus shameli, Stoeng Treng, Cambodge (récolté en 2010, publié en 2021) |
|  |                                                                                                  |
|  | RaTG13, 96,1 %, Rhinolophus affinis, Mojiang, Yunnan (récolté en 2013, publié en 2020)           |
|  |                                                                                                  |

|  | RmYN02, 93,3 %, Rhinolophus malayanus, Mengla, Yunnan (récolté en juin 2019, publié en 2020) |
|  |                                                                                              |
|  | RpYN06, 94.4 %, Rhinolophus pusillus, Mengla, Yunnan (récolté en mai 2020, publié en 2021)   |
|  |                                                                                              |

|  | RshSTT182, 92,6 %, Rhinolophus shameli, Stoeng Treng, Cambodge (récolté en 2010, publié en 2021) |
|  |                                                                                                  |
|  | RaTG13, 96,1 %, Rhinolophus affinis, Mojiang, Yunnan (récolté en 2013, publié en 2020)           |
|  |                                                                                                  |

|  | RmYN02, 93,3 %, Rhinolophus malayanus, Mengla, Yunnan (récolté en juin 2019, publié en 2020) |
|  |                                                                                              |
|  | RpYN06, 94.4 %, Rhinolophus pusillus, Mengla, Yunnan (récolté en mai 2020, publié en 2021)   |
|  |                                                                                              |

|  | RshSTT182, 92,6 %, Rhinolophus shameli, Stoeng Treng, Cambodge (récolté en 2010, publié en 2021) |
|  |                                                                                                  |
|  | RaTG13, 96,1 %, Rhinolophus affinis, Mojiang, Yunnan (récolté en 2013, publié en 2020)           |
|  |                                                                                                  |

|  | RmYN02, 93,3 %, Rhinolophus malayanus, Mengla, Yunnan (récolté en juin 2019, publié en 2020) |
|  |                                                                                              |
|  | RpYN06, 94.4 %, Rhinolophus pusillus, Mengla, Yunnan (récolté en mai 2020, publié en 2021)   |
|  |                                                                                              |

|  | RshSTT182, 92,6 %, Rhinolophus shameli, Stoeng Treng, Cambodge (récolté en 2010, publié en 2021) |
|  |                                                                                                  |
|  | RaTG13, 96,1 %, Rhinolophus affinis, Mojiang, Yunnan (récolté en 2013, publié en 2020)           |
|  |                                                                                                  |

|  | SL-ZXC21, 88 %, Rhinolophus pusillus, Zhoushan, Zhejiang (récolté en 2015, publié en 2018) |
|  |                                                                                            |
|  | SL-ZC45, 88 %, Rhinolophus pusillus, Zhoushan, Zhejiang (récolté en 2017, publié en 2018)  |
|  |                                                                                            |

|  | RmYN02, 93,3 %, Rhinolophus malayanus, Mengla, Yunnan (récolté en juin 2019, publié en 2020) |
|  |                                                                                              |
|  | RpYN06, 94.4 %, Rhinolophus pusillus, Mengla, Yunnan (récolté en mai 2020, publié en 2021)   |
|  |                                                                                              |

|  | RshSTT182, 92,6 %, Rhinolophus shameli, Stoeng Treng, Cambodge (récolté en 2010, publié en 2021) |
|  |                                                                                                  |
|  | RaTG13, 96,1 %, Rhinolophus affinis, Mojiang, Yunnan (récolté en 2013, publié en 2020)           |
|  |                                                                                                  |

|  | RmYN02, 93,3 %, Rhinolophus malayanus, Mengla, Yunnan (récolté en juin 2019, publié en 2020) |
|  |                                                                                              |
|  | RpYN06, 94.4 %, Rhinolophus pusillus, Mengla, Yunnan (récolté en mai 2020, publié en 2021)   |
|  |                                                                                              |

|  | RshSTT182, 92,6 %, Rhinolophus shameli, Stoeng Treng, Cambodge (récolté en 2010, publié en 2021) |
|  |                                                                                                  |
|  | RaTG13, 96,1 %, Rhinolophus affinis, Mojiang, Yunnan (récolté en 2013, publié en 2020)           |
|  |                                                                                                  |

|  | RmYN02, 93,3 %, Rhinolophus malayanus, Mengla, Yunnan (récolté en juin 2019, publié en 2020) |
|  |                                                                                              |
|  | RpYN06, 94.4 %, Rhinolophus pusillus, Mengla, Yunnan (récolté en mai 2020, publié en 2021)   |
|  |                                                                                              |

|  | RshSTT182, 92,6 %, Rhinolophus shameli, Stoeng Treng, Cambodge (récolté en 2010, publié en 2021) |
|  |                                                                                                  |
|  | RaTG13, 96,1 %, Rhinolophus affinis, Mojiang, Yunnan (récolté en 2013, publié en 2020)           |
|  |                                                                                                  |

|  | RmYN02, 93,3 %, Rhinolophus malayanus, Mengla, Yunnan (récolté en juin 2019, publié en 2020) |
|  |                                                                                              |
|  | RpYN06, 94.4 %, Rhinolophus pusillus, Mengla, Yunnan (récolté en mai 2020, publié en 2021)   |
|  |                                                                                              |

|  | RshSTT182, 92,6 %, Rhinolophus shameli, Stoeng Treng, Cambodge (récolté en 2010, publié en 2021) |
|  |                                                                                                  |
|  | RaTG13, 96,1 %, Rhinolophus affinis, Mojiang, Yunnan (récolté en 2013, publié en 2020)           |
|  |                                                                                                  |

|  | RmYN02, 93,3 %, Rhinolophus malayanus, Mengla, Yunnan (récolté en juin 2019, publié en 2020) |
|  |                                                                                              |
|  | RpYN06, 94.4 %, Rhinolophus pusillus, Mengla, Yunnan (récolté en mai 2020, publié en 2021)   |
|  |                                                                                              |

|  | RshSTT182, 92,6 %, Rhinolophus shameli, Stoeng Treng, Cambodge (récolté en 2010, publié en 2021) |
|  |                                                                                                  |
|  | RaTG13, 96,1 %, Rhinolophus affinis, Mojiang, Yunnan (récolté en 2013, publié en 2020)           |
|  |                                                                                                  |

|  | RmYN02, 93,3 %, Rhinolophus malayanus, Mengla, Yunnan (récolté en juin 2019, publié en 2020) |
|  |                                                                                              |
|  | RpYN06, 94.4 %, Rhinolophus pusillus, Mengla, Yunnan (récolté en mai 2020, publié en 2021)   |
|  |                                                                                              |

|  | RshSTT182, 92,6 %, Rhinolophus shameli, Stoeng Treng, Cambodge (récolté en 2010, publié en 2021) |
|  |                                                                                                  |
|  | RaTG13, 96,1 %, Rhinolophus affinis, Mojiang, Yunnan (récolté en 2013, publié en 2020)           |
|  |                                                                                                  |

|  | RmYN02, 93,3 %, Rhinolophus malayanus, Mengla, Yunnan (récolté en juin 2019, publié en 2020) |
|  |                                                                                              |
|  | RpYN06, 94.4 %, Rhinolophus pusillus, Mengla, Yunnan (récolté en mai 2020, publié en 2021)   |
|  |                                                                                              |

|  | RshSTT182, 92,6 %, Rhinolophus shameli, Stoeng Treng, Cambodge (récolté en 2010, publié en 2021) |
|  |                                                                                                  |
|  | RaTG13, 96,1 %, Rhinolophus affinis, Mojiang, Yunnan (récolté en 2013, publié en 2020)           |
|  |                                                                                                  |

|  | RmYN02, 93,3 %, Rhinolophus malayanus, Mengla, Yunnan (récolté en juin 2019, publié en 2020) |
|  |                                                                                              |
|  | RpYN06, 94.4 %, Rhinolophus pusillus, Mengla, Yunnan (récolté en mai 2020, publié en 2021)   |
|  |                                                                                              |

|  | RshSTT182, 92,6 %, Rhinolophus shameli, Stoeng Treng, Cambodge (récolté en 2010, publié en 2021) |
|  |                                                                                                  |
|  | RaTG13, 96,1 %, Rhinolophus affinis, Mojiang, Yunnan (récolté en 2013, publié en 2020)           |
|  |                                                                                                  |

|  | RmYN02, 93,3 %, Rhinolophus malayanus, Mengla, Yunnan (récolté en juin 2019, publié en 2020) |
|  |                                                                                              |
|  | RpYN06, 94.4 %, Rhinolophus pusillus, Mengla, Yunnan (récolté en mai 2020, publié en 2021)   |
|  |                                                                                              |

|  | RshSTT182, 92,6 %, Rhinolophus shameli, Stoeng Treng, Cambodge (récolté en 2010, publié en 2021) |
|  |                                                                                                  |
|  | RaTG13, 96,1 %, Rhinolophus affinis, Mojiang, Yunnan (récolté en 2013, publié en 2020)           |
|  |                                                                                                  |

|  | RmYN02, 93,3 %, Rhinolophus malayanus, Mengla, Yunnan (récolté en juin 2019, publié en 2020) |
|  |                                                                                              |
|  | RpYN06, 94.4 %, Rhinolophus pusillus, Mengla, Yunnan (récolté en mai 2020, publié en 2021)   |
|  |                                                                                              |

|  | RshSTT182, 92,6 %, Rhinolophus shameli, Stoeng Treng, Cambodge (récolté en 2010, publié en 2021) |
|  |                                                                                                  |
|  | RaTG13, 96,1 %, Rhinolophus affinis, Mojiang, Yunnan (récolté en 2013, publié en 2020)           |
|  |                                                                                                  |

|  | RmYN02, 93,3 %, Rhinolophus malayanus, Mengla, Yunnan (récolté en juin 2019, publié en 2020) |
|  |                                                                                              |
|  | RpYN06, 94.4 %, Rhinolophus pusillus, Mengla, Yunnan (récolté en mai 2020, publié en 2021)   |
|  |                                                                                              |

|  | RshSTT182, 92,6 %, Rhinolophus shameli, Stoeng Treng, Cambodge (récolté en 2010, publié en 2021) |
|  |                                                                                                  |
|  | RaTG13, 96,1 %, Rhinolophus affinis, Mojiang, Yunnan (récolté en 2013, publié en 2020)           |
|  |                                                                                                  |

|  | RmYN02, 93,3 %, Rhinolophus malayanus, Mengla, Yunnan (récolté en juin 2019, publié en 2020) |
|  |                                                                                              |
|  | RpYN06, 94.4 %, Rhinolophus pusillus, Mengla, Yunnan (récolté en mai 2020, publié en 2021)   |
|  |                                                                                              |

|  | RshSTT182, 92,6 %, Rhinolophus shameli, Stoeng Treng, Cambodge (récolté en 2010, publié en 2021) |
|  |                                                                                                  |
|  | RaTG13, 96,1 %, Rhinolophus affinis, Mojiang, Yunnan (récolté en 2013, publié en 2020)           |
|  |                                                                                                  |

|  | RmYN02, 93,3 %, Rhinolophus malayanus, Mengla, Yunnan (récolté en juin 2019, publié en 2020) |
|  |                                                                                              |
|  | RpYN06, 94.4 %, Rhinolophus pusillus, Mengla, Yunnan (récolté en mai 2020, publié en 2021)   |
|  |                                                                                              |

|  | RshSTT182, 92,6 %, Rhinolophus shameli, Stoeng Treng, Cambodge (récolté en 2010, publié en 2021) |
|  |                                                                                                  |
|  | RaTG13, 96,1 %, Rhinolophus affinis, Mojiang, Yunnan (récolté en 2013, publié en 2020)           |
|  |                                                                                                  |

|  | RmYN02, 93,3 %, Rhinolophus malayanus, Mengla, Yunnan (récolté en juin 2019, publié en 2020) |
|  |                                                                                              |
|  | RpYN06, 94.4 %, Rhinolophus pusillus, Mengla, Yunnan (récolté en mai 2020, publié en 2021)   |
|  |                                                                                              |

|  | RshSTT182, 92,6 %, Rhinolophus shameli, Stoeng Treng, Cambodge (récolté en 2010, publié en 2021) |
|  |                                                                                                  |
|  | RaTG13, 96,1 %, Rhinolophus affinis, Mojiang, Yunnan (récolté en 2013, publié en 2020)           |
|  |                                                                                                  |

|  | RmYN02, 93,3 %, Rhinolophus malayanus, Mengla, Yunnan (récolté en juin 2019, publié en 2020) |
|  |                                                                                              |
|  | RpYN06, 94.4 %, Rhinolophus pusillus, Mengla, Yunnan (récolté en mai 2020, publié en 2021)   |
|  |                                                                                              |

|  | RshSTT182, 92,6 %, Rhinolophus shameli, Stoeng Treng, Cambodge (récolté en 2010, publié en 2021) |
|  |                                                                                                  |
|  | RaTG13, 96,1 %, Rhinolophus affinis, Mojiang, Yunnan (récolté en 2013, publié en 2020)           |
|  |                                                                                                  |

|  | RmYN02, 93,3 %, Rhinolophus malayanus, Mengla, Yunnan (récolté en juin 2019, publié en 2020) |
|  |                                                                                              |
|  | RpYN06, 94.4 %, Rhinolophus pusillus, Mengla, Yunnan (récolté en mai 2020, publié en 2021)   |
|  |                                                                                              |

|  | RshSTT182, 92,6 %, Rhinolophus shameli, Stoeng Treng, Cambodge (récolté en 2010, publié en 2021) |
|  |                                                                                                  |
|  | RaTG13, 96,1 %, Rhinolophus affinis, Mojiang, Yunnan (récolté en 2013, publié en 2020)           |
|  |                                                                                                  |

|  | RmYN02, 93,3 %, Rhinolophus malayanus, Mengla, Yunnan (récolté en juin 2019, publié en 2020) |
|  |                                                                                              |
|  | RpYN06, 94.4 %, Rhinolophus pusillus, Mengla, Yunnan (récolté en mai 2020, publié en 2021)   |
|  |                                                                                              |

|  | RshSTT182, 92,6 %, Rhinolophus shameli, Stoeng Treng, Cambodge (récolté en 2010, publié en 2021) |
|  |                                                                                                  |
|  | RaTG13, 96,1 %, Rhinolophus affinis, Mojiang, Yunnan (récolté en 2013, publié en 2020)           |
|  |                                                                                                  |

|  | RmYN02, 93,3 %, Rhinolophus malayanus, Mengla, Yunnan (récolté en juin 2019, publié en 2020) |
|  |                                                                                              |
|  | RpYN06, 94.4 %, Rhinolophus pusillus, Mengla, Yunnan (récolté en mai 2020, publié en 2021)   |
|  |                                                                                              |

|  | RshSTT182, 92,6 %, Rhinolophus shameli, Stoeng Treng, Cambodge (récolté en 2010, publié en 2021) |
|  |                                                                                                  |
|  | RaTG13, 96,1 %, Rhinolophus affinis, Mojiang, Yunnan (récolté en 2013, publié en 2020)           |
|  |                                                                                                  |

|  | RmYN02, 93,3 %, Rhinolophus malayanus, Mengla, Yunnan (récolté en juin 2019, publié en 2020) |
|  |                                                                                              |
|  | RpYN06, 94.4 %, Rhinolophus pusillus, Mengla, Yunnan (récolté en mai 2020, publié en 2021)   |
|  |                                                                                              |

|  | RshSTT182, 92,6 %, Rhinolophus shameli, Stoeng Treng, Cambodge (récolté en 2010, publié en 2021) |
|  |                                                                                                  |
|  | RaTG13, 96,1 %, Rhinolophus affinis, Mojiang, Yunnan (récolté en 2013, publié en 2020)           |
|  |                                                                                                  |

|  | RmYN02, 93,3 %, Rhinolophus malayanus, Mengla, Yunnan (récolté en juin 2019, publié en 2020) |
|  |                                                                                              |
|  | RpYN06, 94.4 %, Rhinolophus pusillus, Mengla, Yunnan (récolté en mai 2020, publié en 2021)   |
|  |                                                                                              |

|  | RshSTT182, 92,6 %, Rhinolophus shameli, Stoeng Treng, Cambodge (récolté en 2010, publié en 2021) |
|  |                                                                                                  |
|  | RaTG13, 96,1 %, Rhinolophus affinis, Mojiang, Yunnan (récolté en 2013, publié en 2020)           |
|  |                                                                                                  |

|  | RmYN02, 93,3 %, Rhinolophus malayanus, Mengla, Yunnan (récolté en juin 2019, publié en 2020) |
|  |                                                                                              |
|  | RpYN06, 94.4 %, Rhinolophus pusillus, Mengla, Yunnan (récolté en mai 2020, publié en 2021)   |
|  |                                                                                              |

|  | RshSTT182, 92,6 %, Rhinolophus shameli, Stoeng Treng, Cambodge (récolté en 2010, publié en 2021) |
|  |                                                                                                  |
|  | RaTG13, 96,1 %, Rhinolophus affinis, Mojiang, Yunnan (récolté en 2013, publié en 2020)           |
|  |                                                                                                  |

|  | RmYN02, 93,3 %, Rhinolophus malayanus, Mengla, Yunnan (récolté en juin 2019, publié en 2020) |
|  |                                                                                              |
|  | RpYN06, 94.4 %, Rhinolophus pusillus, Mengla, Yunnan (récolté en mai 2020, publié en 2021)   |
|  |                                                                                              |

|  | RshSTT182, 92,6 %, Rhinolophus shameli, Stoeng Treng, Cambodge (récolté en 2010, publié en 2021) |
|  |                                                                                                  |
|  | RaTG13, 96,1 %, Rhinolophus affinis, Mojiang, Yunnan (récolté en 2013, publié en 2020)           |
|  |                                                                                                  |

|  | RmYN02, 93,3 %, Rhinolophus malayanus, Mengla, Yunnan (récolté en juin 2019, publié en 2020) |
|  |                                                                                              |
|  | RpYN06, 94.4 %, Rhinolophus pusillus, Mengla, Yunnan (récolté en mai 2020, publié en 2021)   |
|  |                                                                                              |

|  | RshSTT182, 92,6 %, Rhinolophus shameli, Stoeng Treng, Cambodge (récolté en 2010, publié en 2021) |
|  |                                                                                                  |
|  | RaTG13, 96,1 %, Rhinolophus affinis, Mojiang, Yunnan (récolté en 2013, publié en 2020)           |
|  |                                                                                                  |

|  | RmYN02, 93,3 %, Rhinolophus malayanus, Mengla, Yunnan (récolté en juin 2019, publié en 2020) |
|  |                                                                                              |
|  | RpYN06, 94.4 %, Rhinolophus pusillus, Mengla, Yunnan (récolté en mai 2020, publié en 2021)   |
|  |                                                                                              |

|  | RshSTT182, 92,6 %, Rhinolophus shameli, Stoeng Treng, Cambodge (récolté en 2010, publié en 2021) |
|  |                                                                                                  |
|  | RaTG13, 96,1 %, Rhinolophus affinis, Mojiang, Yunnan (récolté en 2013, publié en 2020)           |
|  |                                                                                                  |

|  | RmYN02, 93,3 %, Rhinolophus malayanus, Mengla, Yunnan (récolté en juin 2019, publié en 2020) |
|  |                                                                                              |
|  | RpYN06, 94.4 %, Rhinolophus pusillus, Mengla, Yunnan (récolté en mai 2020, publié en 2021)   |
|  |                                                                                              |

|  | RshSTT182, 92,6 %, Rhinolophus shameli, Stoeng Treng, Cambodge (récolté en 2010, publié en 2021) |
|  |                                                                                                  |
|  | RaTG13, 96,1 %, Rhinolophus affinis, Mojiang, Yunnan (récolté en 2013, publié en 2020)           |
|  |                                                                                                  |

|  | RmYN02, 93,3 %, Rhinolophus malayanus, Mengla, Yunnan (récolté en juin 2019, publié en 2020) |
|  |                                                                                              |
|  | RpYN06, 94.4 %, Rhinolophus pusillus, Mengla, Yunnan (récolté en mai 2020, publié en 2021)   |
|  |                                                                                              |

|  | RshSTT182, 92,6 %, Rhinolophus shameli, Stoeng Treng, Cambodge (récolté en 2010, publié en 2021) |
|  |                                                                                                  |
|  | RaTG13, 96,1 %, Rhinolophus affinis, Mojiang, Yunnan (récolté en 2013, publié en 2020)           |
|  |                                                                                                  |

|  | RmYN02, 93,3 %, Rhinolophus malayanus, Mengla, Yunnan (récolté en juin 2019, publié en 2020) |
|  |                                                                                              |
|  | RpYN06, 94.4 %, Rhinolophus pusillus, Mengla, Yunnan (récolté en mai 2020, publié en 2021)   |
|  |                                                                                              |

|  | RshSTT182, 92,6 %, Rhinolophus shameli, Stoeng Treng, Cambodge (récolté en 2010, publié en 2021) |
|  |                                                                                                  |
|  | RaTG13, 96,1 %, Rhinolophus affinis, Mojiang, Yunnan (récolté en 2013, publié en 2020)           |
|  |                                                                                                  |

|  | RmYN02, 93,3 %, Rhinolophus malayanus, Mengla, Yunnan (récolté en juin 2019, publié en 2020) |
|  |                                                                                              |
|  | RpYN06, 94.4 %, Rhinolophus pusillus, Mengla, Yunnan (récolté en mai 2020, publié en 2021)   |
|  |                                                                                              |

|  | RshSTT182, 92,6 %, Rhinolophus shameli, Stoeng Treng, Cambodge (récolté en 2010, publié en 2021) |
|  |                                                                                                  |
|  | RaTG13, 96,1 %, Rhinolophus affinis, Mojiang, Yunnan (récolté en 2013, publié en 2020)           |
|  |                                                                                                  |

|  | RmYN02, 93,3 %, Rhinolophus malayanus, Mengla, Yunnan (récolté en juin 2019, publié en 2020) |
|  |                                                                                              |
|  | RpYN06, 94.4 %, Rhinolophus pusillus, Mengla, Yunnan (récolté en mai 2020, publié en 2021)   |
|  |                                                                                              |

|  | RshSTT182, 92,6 %, Rhinolophus shameli, Stoeng Treng, Cambodge (récolté en 2010, publié en 2021) |
|  |                                                                                                  |
|  | RaTG13, 96,1 %, Rhinolophus affinis, Mojiang, Yunnan (récolté en 2013, publié en 2020)           |
|  |                                                                                                  |

|  | RmYN02, 93,3 %, Rhinolophus malayanus, Mengla, Yunnan (récolté en juin 2019, publié en 2020) |
|  |                                                                                              |
|  | RpYN06, 94.4 %, Rhinolophus pusillus, Mengla, Yunnan (récolté en mai 2020, publié en 2021)   |
|  |                                                                                              |

|  | RshSTT182, 92,6 %, Rhinolophus shameli, Stoeng Treng, Cambodge (récolté en 2010, publié en 2021) |
|  |                                                                                                  |
|  | RaTG13, 96,1 %, Rhinolophus affinis, Mojiang, Yunnan (récolté en 2013, publié en 2020)           |
|  |                                                                                                  |

|  | RmYN02, 93,3 %, Rhinolophus malayanus, Mengla, Yunnan (récolté en juin 2019, publié en 2020) |
|  |                                                                                              |
|  | RpYN06, 94.4 %, Rhinolophus pusillus, Mengla, Yunnan (récolté en mai 2020, publié en 2021)   |
|  |                                                                                              |

|  | RshSTT182, 92,6 %, Rhinolophus shameli, Stoeng Treng, Cambodge (récolté en 2010, publié en 2021) |
|  |                                                                                                  |
|  | RaTG13, 96,1 %, Rhinolophus affinis, Mojiang, Yunnan (récolté en 2013, publié en 2020)           |
|  |                                                                                                  |

|  | RmYN02, 93,3 %, Rhinolophus malayanus, Mengla, Yunnan (récolté en juin 2019, publié en 2020) |
|  |                                                                                              |
|  | RpYN06, 94.4 %, Rhinolophus pusillus, Mengla, Yunnan (récolté en mai 2020, publié en 2021)   |
|  |                                                                                              |

|  | RshSTT182, 92,6 %, Rhinolophus shameli, Stoeng Treng, Cambodge (récolté en 2010, publié en 2021) |
|  |                                                                                                  |
|  | RaTG13, 96,1 %, Rhinolophus affinis, Mojiang, Yunnan (récolté en 2013, publié en 2020)           |
|  |                                                                                                  |

|  | RmYN02, 93,3 %, Rhinolophus malayanus, Mengla, Yunnan (récolté en juin 2019, publié en 2020) |
|  |                                                                                              |
|  | RpYN06, 94.4 %, Rhinolophus pusillus, Mengla, Yunnan (récolté en mai 2020, publié en 2021)   |
|  |                                                                                              |

|  | RshSTT182, 92,6 %, Rhinolophus shameli, Stoeng Treng, Cambodge (récolté en 2010, publié en 2021) |
|  |                                                                                                  |
|  | RaTG13, 96,1 %, Rhinolophus affinis, Mojiang, Yunnan (récolté en 2013, publié en 2020)           |
|  |                                                                                                  |

|  | RmYN02, 93,3 %, Rhinolophus malayanus, Mengla, Yunnan (récolté en juin 2019, publié en 2020) |
|  |                                                                                              |
|  | RpYN06, 94.4 %, Rhinolophus pusillus, Mengla, Yunnan (récolté en mai 2020, publié en 2021)   |
|  |                                                                                              |

|  | RshSTT182, 92,6 %, Rhinolophus shameli, Stoeng Treng, Cambodge (récolté en 2010, publié en 2021) |
|  |                                                                                                  |
|  | RaTG13, 96,1 %, Rhinolophus affinis, Mojiang, Yunnan (récolté en 2013, publié en 2020)           |
|  |                                                                                                  |

|  | RmYN02, 93,3 %, Rhinolophus malayanus, Mengla, Yunnan (récolté en juin 2019, publié en 2020) |
|  |                                                                                              |
|  | RpYN06, 94.4 %, Rhinolophus pusillus, Mengla, Yunnan (récolté en mai 2020, publié en 2021)   |
|  |                                                                                              |

|  | RshSTT182, 92,6 %, Rhinolophus shameli, Stoeng Treng, Cambodge (récolté en 2010, publié en 2021) |
|  |                                                                                                  |
|  | RaTG13, 96,1 %, Rhinolophus affinis, Mojiang, Yunnan (récolté en 2013, publié en 2020)           |
|  |                                                                                                  |

|  | RmYN02, 93,3 %, Rhinolophus malayanus, Mengla, Yunnan (récolté en juin 2019, publié en 2020) |
|  |                                                                                              |
|  | RpYN06, 94.4 %, Rhinolophus pusillus, Mengla, Yunnan (récolté en mai 2020, publié en 2021)   |
|  |                                                                                              |

|  | RshSTT182, 92,6 %, Rhinolophus shameli, Stoeng Treng, Cambodge (récolté en 2010, publié en 2021) |
|  |                                                                                                  |
|  | RaTG13, 96,1 %, Rhinolophus affinis, Mojiang, Yunnan (récolté en 2013, publié en 2020)           |
|  |                                                                                                  |

|  | RmYN02, 93,3 %, Rhinolophus malayanus, Mengla, Yunnan (récolté en juin 2019, publié en 2020) |
|  |                                                                                              |
|  | RpYN06, 94.4 %, Rhinolophus pusillus, Mengla, Yunnan (récolté en mai 2020, publié en 2021)   |
|  |                                                                                              |

|  | RshSTT182, 92,6 %, Rhinolophus shameli, Stoeng Treng, Cambodge (récolté en 2010, publié en 2021) |
|  |                                                                                                  |
|  | RaTG13, 96,1 %, Rhinolophus affinis, Mojiang, Yunnan (récolté en 2013, publié en 2020)           |
|  |                                                                                                  |

|  | RmYN02, 93,3 %, Rhinolophus malayanus, Mengla, Yunnan (récolté en juin 2019, publié en 2020) |
|  |                                                                                              |
|  | RpYN06, 94.4 %, Rhinolophus pusillus, Mengla, Yunnan (récolté en mai 2020, publié en 2021)   |
|  |                                                                                              |

|  | RshSTT182, 92,6 %, Rhinolophus shameli, Stoeng Treng, Cambodge (récolté en 2010, publié en 2021) |
|  |                                                                                                  |
|  | RaTG13, 96,1 %, Rhinolophus affinis, Mojiang, Yunnan (récolté en 2013, publié en 2020)           |
|  |                                                                                                  |

|  | RmYN02, 93,3 %, Rhinolophus malayanus, Mengla, Yunnan (récolté en juin 2019, publié en 2020) |
|  |                                                                                              |
|  | RpYN06, 94.4 %, Rhinolophus pusillus, Mengla, Yunnan (récolté en mai 2020, publié en 2021)   |
|  |                                                                                              |

|  | RshSTT182, 92,6 %, Rhinolophus shameli, Stoeng Treng, Cambodge (récolté en 2010, publié en 2021) |
|  |                                                                                                  |
|  | RaTG13, 96,1 %, Rhinolophus affinis, Mojiang, Yunnan (récolté en 2013, publié en 2020)           |
|  |                                                                                                  |

|  | RmYN02, 93,3 %, Rhinolophus malayanus, Mengla, Yunnan (récolté en juin 2019, publié en 2020) |
|  |                                                                                              |
|  | RpYN06, 94.4 %, Rhinolophus pusillus, Mengla, Yunnan (récolté en mai 2020, publié en 2021)   |
|  |                                                                                              |

|  | RshSTT182, 92,6 %, Rhinolophus shameli, Stoeng Treng, Cambodge (récolté en 2010, publié en 2021) |
|  |                                                                                                  |
|  | RaTG13, 96,1 %, Rhinolophus affinis, Mojiang, Yunnan (récolté en 2013, publié en 2020)           |
|  |                                                                                                  |

|  | RmYN02, 93,3 %, Rhinolophus malayanus, Mengla, Yunnan (récolté en juin 2019, publié en 2020) |
|  |                                                                                              |
|  | RpYN06, 94.4 %, Rhinolophus pusillus, Mengla, Yunnan (récolté en mai 2020, publié en 2021)   |
|  |                                                                                              |

|  | RshSTT182, 92,6 %, Rhinolophus shameli, Stoeng Treng, Cambodge (récolté en 2010, publié en 2021) |
|  |                                                                                                  |
|  | RaTG13, 96,1 %, Rhinolophus affinis, Mojiang, Yunnan (récolté en 2013, publié en 2020)           |
|  |                                                                                                  |

|  | RmYN02, 93,3 %, Rhinolophus malayanus, Mengla, Yunnan (récolté en juin 2019, publié en 2020) |
|  |                                                                                              |
|  | RpYN06, 94.4 %, Rhinolophus pusillus, Mengla, Yunnan (récolté en mai 2020, publié en 2021)   |
|  |                                                                                              |

|  | RshSTT182, 92,6 %, Rhinolophus shameli, Stoeng Treng, Cambodge (récolté en 2010, publié en 2021) |
|  |                                                                                                  |
|  | RaTG13, 96,1 %, Rhinolophus affinis, Mojiang, Yunnan (récolté en 2013, publié en 2020)           |
|  |                                                                                                  |

|  | RmYN02, 93,3 %, Rhinolophus malayanus, Mengla, Yunnan (récolté en juin 2019, publié en 2020) |
|  |                                                                                              |
|  | RpYN06, 94.4 %, Rhinolophus pusillus, Mengla, Yunnan (récolté en mai 2020, publié en 2021)   |
|  |                                                                                              |

|  | RshSTT182, 92,6 %, Rhinolophus shameli, Stoeng Treng, Cambodge (récolté en 2010, publié en 2021) |
|  |                                                                                                  |
|  | RaTG13, 96,1 %, Rhinolophus affinis, Mojiang, Yunnan (récolté en 2013, publié en 2020)           |
|  |                                                                                                  |

|  | RmYN02, 93,3 %, Rhinolophus malayanus, Mengla, Yunnan (récolté en juin 2019, publié en 2020) |
|  |                                                                                              |
|  | RpYN06, 94.4 %, Rhinolophus pusillus, Mengla, Yunnan (récolté en mai 2020, publié en 2021)   |
|  |                                                                                              |

|  | RshSTT182, 92,6 %, Rhinolophus shameli, Stoeng Treng, Cambodge (récolté en 2010, publié en 2021) |
|  |                                                                                                  |
|  | RaTG13, 96,1 %, Rhinolophus affinis, Mojiang, Yunnan (récolté en 2013, publié en 2020)           |
|  |                                                                                                  |

|  | RmYN02, 93,3 %, Rhinolophus malayanus, Mengla, Yunnan (récolté en juin 2019, publié en 2020) |
|  |                                                                                              |
|  | RpYN06, 94.4 %, Rhinolophus pusillus, Mengla, Yunnan (récolté en mai 2020, publié en 2021)   |
|  |                                                                                              |

|  | RshSTT182, 92,6 %, Rhinolophus shameli, Stoeng Treng, Cambodge (récolté en 2010, publié en 2021) |
|  |                                                                                                  |
|  | RaTG13, 96,1 %, Rhinolophus affinis, Mojiang, Yunnan (récolté en 2013, publié en 2020)           |
|  |                                                                                                  |

|  | RmYN02, 93,3 %, Rhinolophus malayanus, Mengla, Yunnan (récolté en juin 2019, publié en 2020) |
|  |                                                                                              |
|  | RpYN06, 94.4 %, Rhinolophus pusillus, Mengla, Yunnan (récolté en mai 2020, publié en 2021)   |
|  |                                                                                              |

|  | RshSTT182, 92,6 %, Rhinolophus shameli, Stoeng Treng, Cambodge (récolté en 2010, publié en 2021) |
|  |                                                                                                  |
|  | RaTG13, 96,1 %, Rhinolophus affinis, Mojiang, Yunnan (récolté en 2013, publié en 2020)           |
|  |                                                                                                  |

|  | RmYN02, 93,3 %, Rhinolophus malayanus, Mengla, Yunnan (récolté en juin 2019, publié en 2020) |
|  |                                                                                              |
|  | RpYN06, 94.4 %, Rhinolophus pusillus, Mengla, Yunnan (récolté en mai 2020, publié en 2021)   |
|  |                                                                                              |

|  | RshSTT182, 92,6 %, Rhinolophus shameli, Stoeng Treng, Cambodge (récolté en 2010, publié en 2021) |
|  |                                                                                                  |
|  | RaTG13, 96,1 %, Rhinolophus affinis, Mojiang, Yunnan (récolté en 2013, publié en 2020)           |
|  |                                                                                                  |

|  | RmYN02, 93,3 %, Rhinolophus malayanus, Mengla, Yunnan (récolté en juin 2019, publié en 2020) |
|  |                                                                                              |
|  | RpYN06, 94.4 %, Rhinolophus pusillus, Mengla, Yunnan (récolté en mai 2020, publié en 2021)   |
|  |                                                                                              |

|  | RshSTT182, 92,6 %, Rhinolophus shameli, Stoeng Treng, Cambodge (récolté en 2010, publié en 2021) |
|  |                                                                                                  |
|  | RaTG13, 96,1 %, Rhinolophus affinis, Mojiang, Yunnan (récolté en 2013, publié en 2020)           |
|  |                                                                                                  |

|  | RmYN02, 93,3 %, Rhinolophus malayanus, Mengla, Yunnan (récolté en juin 2019, publié en 2020) |
|  |                                                                                              |
|  | RpYN06, 94.4 %, Rhinolophus pusillus, Mengla, Yunnan (récolté en mai 2020, publié en 2021)   |
|  |                                                                                              |

|  | RshSTT182, 92,6 %, Rhinolophus shameli, Stoeng Treng, Cambodge (récolté en 2010, publié en 2021) |
|  |                                                                                                  |
|  | RaTG13, 96,1 %, Rhinolophus affinis, Mojiang, Yunnan (récolté en 2013, publié en 2020)           |
|  |                                                                                                  |

|  | RmYN02, 93,3 %, Rhinolophus malayanus, Mengla, Yunnan (récolté en juin 2019, publié en 2020) |
|  |                                                                                              |
|  | RpYN06, 94.4 %, Rhinolophus pusillus, Mengla, Yunnan (récolté en mai 2020, publié en 2021)   |
|  |                                                                                              |

|  | RshSTT182, 92,6 %, Rhinolophus shameli, Stoeng Treng, Cambodge (récolté en 2010, publié en 2021) |
|  |                                                                                                  |
|  | RaTG13, 96,1 %, Rhinolophus affinis, Mojiang, Yunnan (récolté en 2013, publié en 2020)           |
|  |                                                                                                  |

|  | RmYN02, 93,3 %, Rhinolophus malayanus, Mengla, Yunnan (récolté en juin 2019, publié en 2020) |
|  |                                                                                              |
|  | RpYN06, 94.4 %, Rhinolophus pusillus, Mengla, Yunnan (récolté en mai 2020, publié en 2021)   |
|  |                                                                                              |

|  | RshSTT182, 92,6 %, Rhinolophus shameli, Stoeng Treng, Cambodge (récolté en 2010, publié en 2021) |
|  |                                                                                                  |
|  | RaTG13, 96,1 %, Rhinolophus affinis, Mojiang, Yunnan (récolté en 2013, publié en 2020)           |
|  |                                                                                                  |

|  | RmYN02, 93,3 %, Rhinolophus malayanus, Mengla, Yunnan (récolté en juin 2019, publié en 2020) |
|  |                                                                                              |
|  | RpYN06, 94.4 %, Rhinolophus pusillus, Mengla, Yunnan (récolté en mai 2020, publié en 2021)   |
|  |                                                                                              |

|  | RshSTT182, 92,6 %, Rhinolophus shameli, Stoeng Treng, Cambodge (récolté en 2010, publié en 2021) |
|  |                                                                                                  |
|  | RaTG13, 96,1 %, Rhinolophus affinis, Mojiang, Yunnan (récolté en 2013, publié en 2020)           |
|  |                                                                                                  |

|  | RmYN02, 93,3 %, Rhinolophus malayanus, Mengla, Yunnan (récolté en juin 2019, publié en 2020) |
|  |                                                                                              |
|  | RpYN06, 94.4 %, Rhinolophus pusillus, Mengla, Yunnan (récolté en mai 2020, publié en 2021)   |
|  |                                                                                              |

|  | RshSTT182, 92,6 %, Rhinolophus shameli, Stoeng Treng, Cambodge (récolté en 2010, publié en 2021) |
|  |                                                                                                  |
|  | RaTG13, 96,1 %, Rhinolophus affinis, Mojiang, Yunnan (récolté en 2013, publié en 2020)           |
|  |                                                                                                  |

|  | RmYN02, 93,3 %, Rhinolophus malayanus, Mengla, Yunnan (récolté en juin 2019, publié en 2020) |
|  |                                                                                              |
|  | RpYN06, 94.4 %, Rhinolophus pusillus, Mengla, Yunnan (récolté en mai 2020, publié en 2021)   |
|  |                                                                                              |

|  | RshSTT182, 92,6 %, Rhinolophus shameli, Stoeng Treng, Cambodge (récolté en 2010, publié en 2021) |
|  |                                                                                                  |
|  | RaTG13, 96,1 %, Rhinolophus affinis, Mojiang, Yunnan (récolté en 2013, publié en 2020)           |
|  |                                                                                                  |

|  | RmYN02, 93,3 %, Rhinolophus malayanus, Mengla, Yunnan (récolté en juin 2019, publié en 2020) |
|  |                                                                                              |
|  | RpYN06, 94.4 %, Rhinolophus pusillus, Mengla, Yunnan (récolté en mai 2020, publié en 2021)   |
|  |                                                                                              |

|  | RshSTT182, 92,6 %, Rhinolophus shameli, Stoeng Treng, Cambodge (récolté en 2010, publié en 2021) |
|  |                                                                                                  |
|  | RaTG13, 96,1 %, Rhinolophus affinis, Mojiang, Yunnan (récolté en 2013, publié en 2020)           |
|  |                                                                                                  |

|  | RmYN02, 93,3 %, Rhinolophus malayanus, Mengla, Yunnan (récolté en juin 2019, publié en 2020) |
|  |                                                                                              |
|  | RpYN06, 94.4 %, Rhinolophus pusillus, Mengla, Yunnan (récolté en mai 2020, publié en 2021)   |
|  |                                                                                              |

|  | RshSTT182, 92,6 %, Rhinolophus shameli, Stoeng Treng, Cambodge (récolté en 2010, publié en 2021) |
|  |                                                                                                  |
|  | RaTG13, 96,1 %, Rhinolophus affinis, Mojiang, Yunnan (récolté en 2013, publié en 2020)           |
|  |                                                                                                  |

|  | RmYN02, 93,3 %, Rhinolophus malayanus, Mengla, Yunnan (récolté en juin 2019, publié en 2020) |
|  |                                                                                              |
|  | RpYN06, 94.4 %, Rhinolophus pusillus, Mengla, Yunnan (récolté en mai 2020, publié en 2021)   |
|  |                                                                                              |

|  | RshSTT182, 92,6 %, Rhinolophus shameli, Stoeng Treng, Cambodge (récolté en 2010, publié en 2021) |
|  |                                                                                                  |
|  | RaTG13, 96,1 %, Rhinolophus affinis, Mojiang, Yunnan (récolté en 2013, publié en 2020)           |
|  |                                                                                                  |

|  | RmYN02, 93,3 %, Rhinolophus malayanus, Mengla, Yunnan (récolté en juin 2019, publié en 2020) |
|  |                                                                                              |
|  | RpYN06, 94.4 %, Rhinolophus pusillus, Mengla, Yunnan (récolté en mai 2020, publié en 2021)   |
|  |                                                                                              |

|  | RshSTT182, 92,6 %, Rhinolophus shameli, Stoeng Treng, Cambodge (récolté en 2010, publié en 2021) |
|  |                                                                                                  |
|  | RaTG13, 96,1 %, Rhinolophus affinis, Mojiang, Yunnan (récolté en 2013, publié en 2020)           |
|  |                                                                                                  |

|  | RmYN02, 93,3 %, Rhinolophus malayanus, Mengla, Yunnan (récolté en juin 2019, publié en 2020) |
|  |                                                                                              |
|  | RpYN06, 94.4 %, Rhinolophus pusillus, Mengla, Yunnan (récolté en mai 2020, publié en 2021)   |
|  |                                                                                              |

|  | RshSTT182, 92,6 %, Rhinolophus shameli, Stoeng Treng, Cambodge (récolté en 2010, publié en 2021) |
|  |                                                                                                  |
|  | RaTG13, 96,1 %, Rhinolophus affinis, Mojiang, Yunnan (récolté en 2013, publié en 2020)           |
|  |                                                                                                  |

|  | RmYN02, 93,3 %, Rhinolophus malayanus, Mengla, Yunnan (récolté en juin 2019, publié en 2020) |
|  |                                                                                              |
|  | RpYN06, 94.4 %, Rhinolophus pusillus, Mengla, Yunnan (récolté en mai 2020, publié en 2021)   |
|  |                                                                                              |

|  | RshSTT182, 92,6 %, Rhinolophus shameli, Stoeng Treng, Cambodge (récolté en 2010, publié en 2021) |
|  |                                                                                                  |
|  | RaTG13, 96,1 %, Rhinolophus affinis, Mojiang, Yunnan (récolté en 2013, publié en 2020)           |
|  |                                                                                                  |

|  | RmYN02, 93,3 %, Rhinolophus malayanus, Mengla, Yunnan (récolté en juin 2019, publié en 2020) |
|  |                                                                                              |
|  | RpYN06, 94.4 %, Rhinolophus pusillus, Mengla, Yunnan (récolté en mai 2020, publié en 2021)   |
|  |                                                                                              |

|  | RshSTT182, 92,6 %, Rhinolophus shameli, Stoeng Treng, Cambodge (récolté en 2010, publié en 2021) |
|  |                                                                                                  |
|  | RaTG13, 96,1 %, Rhinolophus affinis, Mojiang, Yunnan (récolté en 2013, publié en 2020)           |
|  |                                                                                                  |

|  | RmYN02, 93,3 %, Rhinolophus malayanus, Mengla, Yunnan (récolté en juin 2019, publié en 2020) |
|  |                                                                                              |
|  | RpYN06, 94.4 %, Rhinolophus pusillus, Mengla, Yunnan (récolté en mai 2020, publié en 2021)   |
|  |                                                                                              |

|  | RshSTT182, 92,6 %, Rhinolophus shameli, Stoeng Treng, Cambodge (récolté en 2010, publié en 2021) |
|  |                                                                                                  |
|  | RaTG13, 96,1 %, Rhinolophus affinis, Mojiang, Yunnan (récolté en 2013, publié en 2020)           |
|  |                                                                                                  |

|  | RmYN02, 93,3 %, Rhinolophus malayanus, Mengla, Yunnan (récolté en juin 2019, publié en 2020) |
|  |                                                                                              |
|  | RpYN06, 94.4 %, Rhinolophus pusillus, Mengla, Yunnan (récolté en mai 2020, publié en 2021)   |
|  |                                                                                              |

|  | RshSTT182, 92,6 %, Rhinolophus shameli, Stoeng Treng, Cambodge (récolté en 2010, publié en 2021) |
|  |                                                                                                  |
|  | RaTG13, 96,1 %, Rhinolophus affinis, Mojiang, Yunnan (récolté en 2013, publié en 2020)           |
|  |                                                                                                  |

|  | RmYN02, 93,3 %, Rhinolophus malayanus, Mengla, Yunnan (récolté en juin 2019, publié en 2020) |
|  |                                                                                              |
|  | RpYN06, 94.4 %, Rhinolophus pusillus, Mengla, Yunnan (récolté en mai 2020, publié en 2021)   |
|  |                                                                                              |

|  | RshSTT182, 92,6 %, Rhinolophus shameli, Stoeng Treng, Cambodge (récolté en 2010, publié en 2021) |
|  |                                                                                                  |
|  | RaTG13, 96,1 %, Rhinolophus affinis, Mojiang, Yunnan (récolté en 2013, publié en 2020)           |
|  |                                                                                                  |

- Animal hôte :
- chauve-souris
- pangolin
- humain

## Découverte
Le Bat SL-CoV-RmYN02 a été collecté entre mai et octobre 2019 par l'Institut de virologie de Wuhan, sur la base d'une analyse de 302 échantillons de matière fécale prélevés sur 227 chauves-souris dans le xian de Mengla, dans la province du Yunnan, en Chine.